# Граф Монте-Крісто
«Граф Монте-Крісто» (фр. Le Comte de Monte-Cristo) — пригодницький роман французького письменника Александра Дюма (батька), виданий 1844 року. Основним мотивом роману є помста, а основною ідеєю є те, що вона не приносить ні задоволення, ні щастя.
Роман розповідає історію Едмона Дантеса, несправедливо звинуваченого й запротореного у в'язницю в замку Іф, де він провів 14 років. Дантесу щастить неймовірним чином утекти й відшукати скарб, про який йому розповів інший в'язень. Маючи кошти, Дантес відшукує своїх кривдників, які на той час займають високе становище в суспільстві, й руйнує їхні кар'єри, репутацію та родини, але врешті-решт усвідомлює, що помста не може бути сенсом життя.

## Історія створення
1843 року Дюма підписав контракт з видавцями Максиміліаном Бетюном і Анрі Плоном (майбутнім засновником видавництва «Плон») на книжку про подорожні враження від Парижа. Схожу книгу письменник уже писав про Швейцарію. Але, зважаючи на останні тенденції в французькій літературі, замовлення було змінено і тепер був потрібний авантюрно-соціальний роман, дії якого відбуваються на фоні столиці.
Історичний контекст роману тісно стосується періоду Реставрації Бурбонів, поверненням монархії у Франції після поразки Наполеона та його вигнання. Зав'язкою слугує час «Ста днів» у 1815 році, коли Наполеон утік із заслання на острові Ельба й ненадовго відновив владу у Франції. Цей фон забезпечує політичну інтригу, що призводить до неправомірного ув’язнення головного героя, Едмона Дантеса.
Ідею про помсту Дантеса Дюма почерпнув із мемуарів архівіста поліції Жака Пеше. Там описувався випадок про шевця П’єра Піко, який жив у Німі в 1807 році. Він був заручений з багатою жінкою, та троє ревнивих друзів неправдиво звинуватили його в шпигунстві на користь Англії під час нещодавньої війни. Піко помістили під домашній арешт у форті Фенестрелле. Там він став слугою багатого італійського священнослужителя. Коли той помер, то залишив свої статки Піко, до якого став ставитися, як до сина. За той час наречена Піко одружилася з одним із змовників на ім'я Лупіан. Піко витратив роки на те, щоб помститися трьом чоловікам, відповідальним за його нещастя. Першого він зарізав кинджалом, на якому був напис «Номер один», а потім отруїв другого. Сина третього чоловіка, Лупіана, заманив у злочинну діяльність, а його доньку — у проституцію, а наостанок зарізав його самого.
Дюма видавав «Графа Монте-Крісто» частинами в газеті «Le Journal des Débats» між 1844 і 1846 роками. Епізодичний формат вплинув на темп і складність роману. Автор надавав усе нові сюжети та персонажів, які збагатили основну розповідь, зберігаючи зацікавленість читачів. Романтичний наголос на емоціях та особистому досвіді Дюма поєднав з елементами реалізму у зображенні соціальної та політичної динаміки, ґрунтуючи історію на відомих історичних подіях.

## Сюжет

### Ув'язнення
Корабель «Фараон» прибуває в порт Марселя. Його капітан помер через хворобу, яка перебігала з гарячкою, тож командування кораблем прийняв молодий матрос Едмон Дантес. Виконуючи прохання старого капітана, він відвідав острів Ельба і прийняв записку від Наполеона, який перебував там у вигнанні, готуючись повернутися та захопити владу. Тепер він повинен був доставити її панові Нуартьє в Париж.
Едмон дізнався, що в його тримісячну відсутність батько жив у злиднях, бо мусив віддати Едмоновий борг сусідові Кадруссу. Батько зрадів поверненню сина. Справи швидко кращають. У Марселі Едмона чекала нова посада, він буде капітаном корабля. З'явилися гроші і, отже, він може одружитися зі своєю нареченою. Але Едмона підозрював у шахрайстві бухгалтер суднової компанії Данґлар, який заздрив його швидкому підвищенню. Разом із Фернаном Мондего, закоханим у Мерседес, він здійснив брехливий донос. Едмона звинувачують як агента бонапартистів, які задумали державний переворот. З ними і Кадрусс, заздрісний сусід нового капітана. Він проти наклепу, але, напившись, засинає. Потім йому бракує сміливості заступитися за Едмона.
Едмон, заарештований під час заручин, розмовляє з прокурором Вільфором. Той уже готовий відпустити оббреханого капітана, але дізнається, що Дантес повинен передати лист Нуартьє, який є батьком прокурора. Тоді Вільфор відправляє Дантеса до ув'язнення в замку Іф, бо в разі викриття таємниці батька Вільфор втратить посаду.
Шість років Дантес проводить в ув'язненні на самоті. Він думає про самогубство, але знайомиться з абатом Фаріа, що робив підкоп з метою втекти. Хоча старий рив у хибному напрямку, він радіє, що знайшов собі товариша. Протягом наступних восьми років Фаріа навчає Дантеса мовам, історії, культурі, математиці, хімії, медицині та природничим наукам. Також він розповідає про скарб, захований на острові Монте-Крісто (наглядачі вважали абата через такі розповіді божевільним). Вони готуються до втечі, але абат помирає. Тоді Дантес переносить тіло абата в свою камеру і тим самим робить підміну трупа в мішку. Замість абата його викидають в море, яке слугує могилою в'язнів замку Іф. Там Едмона підбирають контрабандисти. Він вдає з себе вцілілого в корабельній аварії.

### Повернення
Через кілька місяців Дантес знаходить скарб — скриню з золотими монетами, зливками та коштовним камінням, сховану в печері. Він купує острів Монте-Крісто і титул графа в тосканського уряду. Він віддячує тим, хто йому допоміг, і починає розслідування. Поклявшись помститися Данґлару, Мондего та Вільфору, Дантес повертається до Марселя в пошуках інформації. Під виглядом священика на ім'я Бузоні, він звертається до Кадрусса. Той жалкує про своє боягузтво і повідомляє, що Мерседес вийшла заміж за Фернана, батько Дантеса помер з голоду, а його старий роботодавець Моррель, який безуспішно намагався звільнити Дантеса з замку та піклуватися про його батька, перебуває на межі банкрутства. Натомість Данґлар став спекулянтом, одружився з багатою вдовою та отримав титул барона. Фернан служив у французькій армії та здобув звання підполковника. Дантес нагороджує Кадрусса діамантом. Пізніше Кадрусс хоче продати діамант ювеліру, але через жадібність убиває ювеліра та грабує його. Потім його заарештовують і засуджують до каторги на галерах.
Щоб урятувати Морреля від банкрутства, Дантес видає себе за банкіра, оплачує його борги та таємно відновлює один з його втрачених кораблів. Моррель, який вже думав покінчити самогубством, отримує таким чином несподіваний порятунок.

### Помста
Провівши в мандрах 9 років, Дантес повертається на батьківщину під виглядом заможного графа Монте-Крісто. Фернан тепер — граф де Морсер, Данґлар — барон і банкір, а Вільфор — королівський прокурор. У Римі, під час карнавалу, Дантес знайомиться з сином Мерседес і Фернана, молодим віконтом Альбером. Він організовує захоплення Альбера бандитом Луїджі Вампа і «рятує» хлопця, заслуживши його довіру. Альбер знайомить графа з паризькими вельможами. Дантес заново зустрічається зі своїми кривдниками, що не впізнають його. Він уже має детальний план помсти. Йому допомагають невільниця Гайде, чийого батька Алі-пашу зрадив і вбив Фернан, і Бертуччо, який врятував і виховував Вільфорового сина-байстрюка.
Граф Монте-Крісто купує будинок у передмісті Парижа, де Вільфор хотів живцем поховати свого сина. Він звільняє каторжанина Бенедетто, щоб той видавав себе за італійського дворянина, «віконта Андреа Кавальканті». Потім Дантес підкуповує оператора телеграфа для передачі неправдивого повідомлення, внаслідок чого Данґлар втрачає величезну суму грошей. Тим часом донька Вільфора, Валентина, заручена з другом Альбера, Францом, але таємно закохана в сина Морреля Максимільєна; Нуартьє, її дідусь, спонукає Франца розірвати заручини, відкривши, що Нуартьє сам убив батька Франца на дуелі. Бенедетто втирається у довіру до Данґлара, який заручає з ним свою доньку Ежені після того, як скасував її заручини з Альбером. Кадрусс шантажує Бенедетто, погрожуючи розкрити його минуле, якщо той не поділиться своїм багатством. Друга дружина Вільфора Елоїза починає отруювати членів сім'ї Вільфора, щоб спадок дістався її сину Едуару, а не Валентині. Нуартьє в той же час таємно дає Валентині малі дози отрути, щоб виробити до неї стійкість.
Кадерусс намагається пограбувати маєток графа Монте-Крісто, але той схоплює його під виглядом «абата Бузоні» і змушує написати листа Данґлару, викриваючи «Кавальканті» як самозванця. Коли Кадерусс покидає маєток, Бенедетто вдаряє його ножем. Кадерусс диктує передсмертну записку, вказуючи ім'я свого вбивці, і граф розкриває Кадеруссу свою справжню особу. Далі граф анонімно повідомляє в газети інформацію про те як Фернан зрадив Алі-пашу. Гайде дає свідчення проти Фернана в суді. Альбер за це викликає графа Монте-Крісто на дуель. Пізніше графа відвідує Мерседес, якa впізнала хто він насправді. Мерседес благає Дантеса пощадити її Альбера. Він погоджується не вбивати Альбера, але не заперечує проти його самогубства. Мерседес переконує сина вибачитися перед графом, пояснивши йому безчестя Фернана. Альбер і Мерседес відрікаються від Фернана, відмовляються від своїх титулів і багатства та вирішують почати нове життя. Альбер записується в солдати, а Мерседес оселяється в старому будинку Дантеса в Марселі. Монте-Крісто розкриває Фернану, що він — Дантес. Фернан, дізнавшись це, застрелюється.
На святкування заручин «Кавальканті» з Ежені Данґлар прибуває поліція, щоб заарештувати Бенедетто за вбивство Кадерусса. Бенедетто тікає, але його заарештовують і повертають до Парижа. Ежені тікає з Парижа з подругою. Елоїза намагається отруїти Валентину, та вона виживає. Максимільєн благає графа Монте-Крісто захистити її та імітує свою смерть від отруєння. Вільфор, дійшовши висновку, що вбивця — це Елоїза, дає їй вибір між публічною ганьбою чи самогубством. На суді Бенедетто розповідає, що він син Вільфора і був таємно врятований після того, як Вільфор поховав його живцем. Вільфор визнає свою провину і поспішає додому, щоб запобігти самогубству дружини. Але вона вже прийняла отруту та отруїла свого другого сина, малого Едуарда. Граф розповідає Вільфору, що він Дантес. Вільфор божеволіє, розкопує могилу сина й переконується, що вона порожня. Дантес задумується, що його помста зайшла занадто далеко, оскільки Елоїза та Едуард не були ні в чому винні перед ним.
Данґлар через попередні хитрощі графа втратив репутацію та гроші. Щоб розплатитися з графом Монте-Крісто, він іде на крадіжку державних грошей з лікарень. Потім його в Римі викрадають бандити Луїджі Вампи. Бандити відбирають у нього гроші, які Дантес анонімно повертає лікарням. Данґлар розкаюється у своїх злочинах, Дантес вибачає його і дає трохи грошей.
Максимільєн доведений до відчаю думкою про загибель Валентини і думає про самогубство. Дантес розкриває йому свою справжню особу та переконує Максимільєну почекати ще місяць. На острові Монте-Крісто він возз'єднує Валентину з Максимільєном і розповідає йому свою історію. Бажаючи зробити наостанок якусь добру справу, він залишає Валентині та Максимільєну частину свого майна на острові та вирушає на схід, щоб почати нове життя з Гайде, яка освідчилася йому в коханні. Роман закінчується словами: «вся мудрість людська полягає у двох словах: „Чекай і надійся!“».

## Персонажі

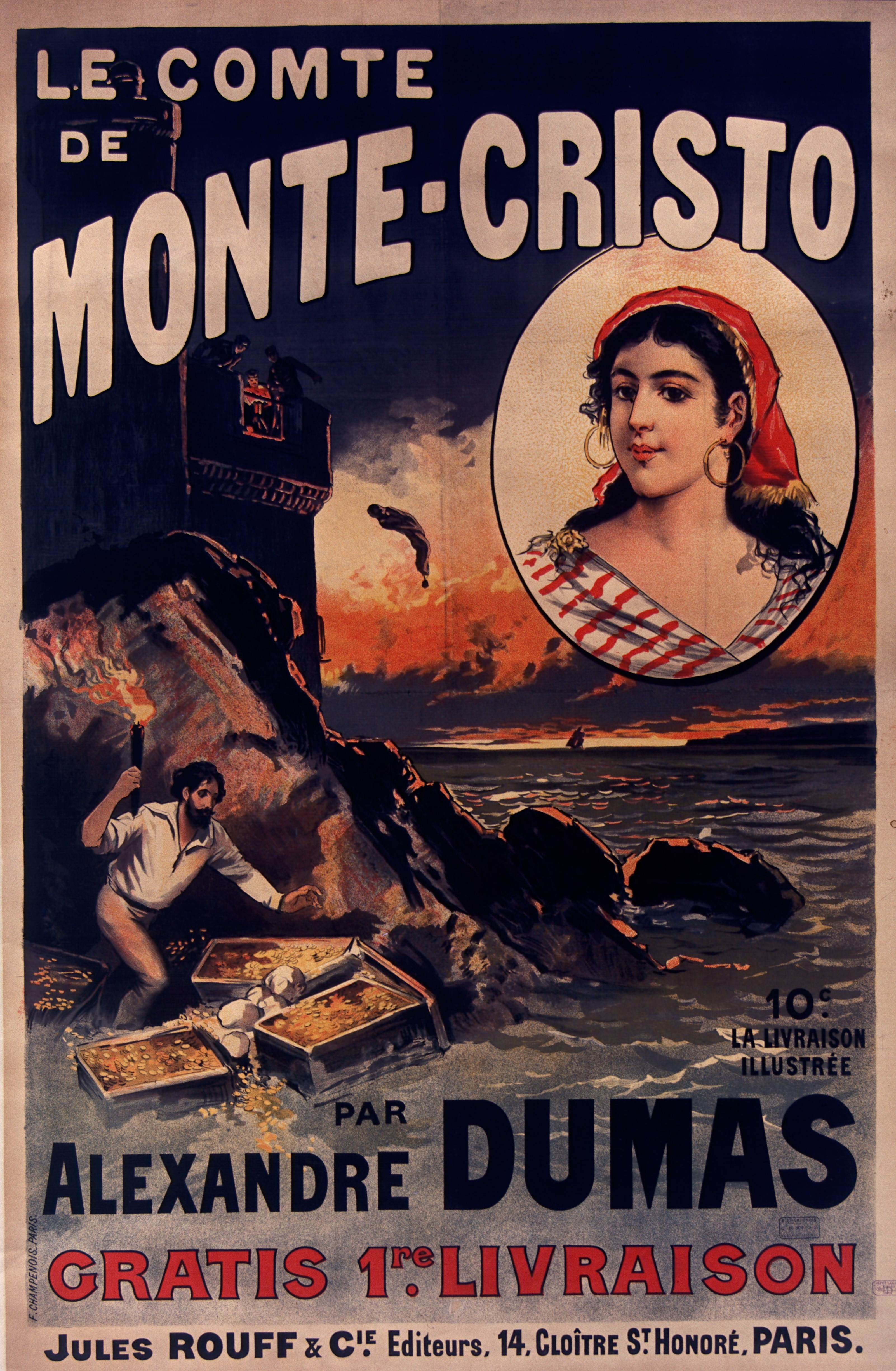
Плакат вистави «Граф Монте-Крісто» 1893 р.

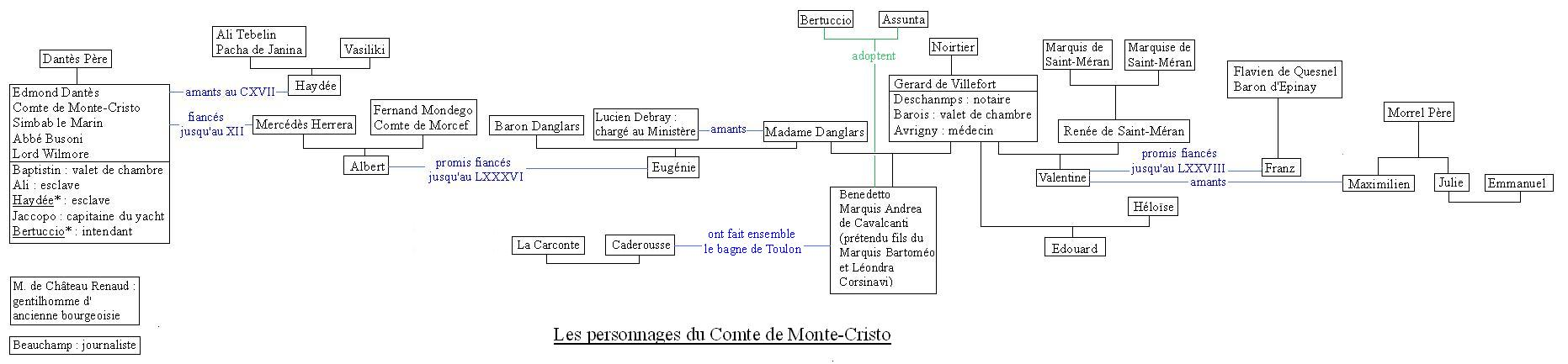
Персонажі роману

- Едмон Дантес — головний герой твору, молодий моряк, що був незаконно засуджений та ув'язнений у замку Іф. Після втечі взяв ім'я граф Монте-Крісто. Також називає себе: Сіндбад-мореходець, абат Бузоні, лорд Вілмор.
- Луї Дантес — батько Дантеса.
- Абат Фарія — в'язень замку Іф, духовний наставник Дантеса, який відкрив йому таємницю острова Монте-Крісто.
- Мерседес Еррера — наречена Дантеса, яка вважаючи його мертвим, вийшла за Фернана.
- Фернан Мондего — бідний рибалка, закоханий в свою кузину — Мерседес, який здійснив донос на Едмона. Пізніше став графом де Морсер, генерал-лейтенантом та пером Франції.
- Альбер де Морсер — віконт, син Мерседес і Фернана.
- Данґлар — бухгалтер на «Фараоні», кораблі на якому плавав Едмон, який написав донос на Едмона. Пізніше став мільйонером, відомим банкіром і бароном.
- Ерміна Данґлар — дружина Данґлара, яка полюбляла грати на біржі. В минулому коханка де Вільфора. Мати Бенедетто.
- Ежені Данґлар — дочка Ерміни та Данґлара, яка мріє стати актрисою.
- Жерар де Вільфор — помічник прокурора Марселя, який посадив Едмона до в'язниці. Пізніше став королівським прокурором. Батько Бенедетто.
- Рене де Сен-Меран — перша дружина де Вільфора, мати Валентини. Дочка маркіза і маркізи Сен-Меран.
- Валентина де Вільфор — дочка Рене і де Вільфора, отримує дуже великий спадок він батьків матері та діда, якого доглядає. Кохана Максиміліана Морреля.
- Елоїза де Вільфор — друга дружина де Вільфора, що готова на все заради сина Едуара.
- Нуартьє де Вільфор — старий якобінець, батько Жерара де Вільфора. На схилі життя прикований паралічем до крісла. Обожнює внучку Валентину.
- Едуар де Вільфор — син де Вільфора та Елоїзи, дуже розпещений хлопчик.
- Гаспар Кадрусс — сусід Дантеса. Скупий швець, який пізніше став шинкарем.
- П'єр Моррель — марсельський торговець, власник «Фараона», який добре ставився до Дантеса.
- Максиміліан Моррель — син П'єра Морреля, капітан кавалерії, закоханий у Валентину де Вільфор.
- Жюлі Моррель — дочка П'єра Морреля.
- Еммануель Ербо — працівник фірми П'єра Морреля, чоловік Жюлі.
- Гайде — невільниця графа Монте-Крісто, дочка янінського паші Алі-Тебеліна, яку граф викупив із рабства.
- Батистен — камердинер графа Монте-Крісто.
- Алі — раб графа Монте-Крісто, нубієць з відрізаним язиком.
- де Бовіль — інспектор тюрем.
- Джованні Бертуччо — керуючий справами графа Монте-Крісто, в минулому корсиканський контрабандист. Названий батько Бенедетто.
- Бенедетто — незаконний син Ерміни Данґлар і прокурора де Вільфора. Злочинець, засуджений до каторги, з якої втік і з'явився в Парижі під ім'ям віконта Андреа Кавальканті.
- доктор д'Авріньї — сімейний лікар сім'ї де Вільфор.
- Франц д'Епіне — друг Альбера де Морсер, наречений Валентини де Вільфор.
- Люсьєн Дебре — секретар міністра зовнішніх справ Франції, коханець і партнер по іграх на біржі Ерміни Данґлар, друг Альбера де Морсер.
- Бошан — друг Альбера де Морсер, редактор опозиційної газети.
- Рауль де Шато-Рено — родовитий аристократ, друг Альбера де Морсер та Максиміліана Морреля.
- Луїджі Вампа — пастух, котрий став отаманом банди розбійників, що орудують навколо Риму.
- Пеппіно — один із розбійників Вампи, якого Монте-Крісто врятував від смертної кари.
- Дешан — нотаріус сім'ї Вільфор.
- Людовик XVIII.

## Головні адаптації

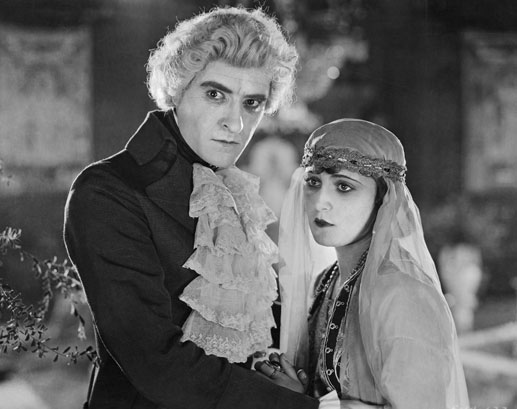
Кадр із фільму 1922 р.

### Кіно
- Граф Монте-Крісто (The Count of Monte Cristo, 1908) — німий фільм із Гобартом Босвортом у головній ролі.
- Граф Монте-Крісто (The Count of Monte Cristo, 1913) — німий фільм з Джеймсом О'Нілом у головній ролі.
- Граф Монте-Крісто (Le comte de Monte Cristo, 1918) — багатосерійний німий фільм з Леоном Мато в головній ролі.
- Монте-Крісто (Monte Cristo, 1922) — Джон Гілберт у головній ролі, режисер Еммет Дж. Флінн.
- Монте-Крісто (Monte Cristo, 1929) — німий фільм режисера Анрі Фескура.
- Граф Монте-Крісто (The Count of Monte Cristo, 1934) — режисер Роуленд В. Лі.
- Граф Монте-Крісто (El Conde de Montecristo, 1942) — мексиканський фільм режисера Чано Уруети з Артуро де Кордовою в головній ролі.
- Граф Монте-Крісто (The Count of Monte Cristo, 1943) — режисер Роберт Верне.
- Повернення Монте-Крісто (The Return of Monte Cristo, 1946) — режисер Генрі Левін.
- Дружина Монте-Крісто (The Wife of Monte Cristo, 1946) — режисер Едгар Г. Улмер.
- Граф Монте-Крісто (El Conde de Montecristo, 1953) — режисер Леон Клімовський з Хорхе Містралем у головній ролі.
- Граф Монте-Крісто (The Count of Monte Cristo, 1954) — з Жаном Маре в головній ролі.
- Молодий Ванджікоттай (வஞ்சிக்கோட்டை வாலிபன், 1958) — тамільська екранізація та її ремейк на гінді «Коронація».
- Граф Монте-Крісто (Le comte de Monte Cristo, 1961) — Луї Журден у головній ролі, режисер Клод Отант-Лара.
- Під знаком Монте-Крісто (Sous le signe de Monte Cristo, 1968) — французький фільм, дія якого відбувається в 1947 році з Полем Баржем, Клодом Жадом і Анні Дюпері в головних ролях, режисер Андре Юнебель.
- Граф Монте-Крісто (The Count of Monte Cristo, 1975) — телефільм з Річардом Чемберленом у головній ролі, режисер Девід Грін.
- Бойовий марш (പടയോട്ടം, 1982) — малаяламська кіноадаптація, де дія відбувається в Кералі, режисер Джіджо Паннуз.
- Полювання (వేట, 1986) — екранізація мовою телугу.
- Спадок гніву (龍在江湖) 1986) — гонконгська кіноадаптація кантонською мовою з Брендоном Лі в головній ролі
- Я — меч (අසිපත මමයි, 1986) — сингальська екранізація.
- Граф Монте-Крісто (The Count of Monte Cristo, 2002) — режисер Кевін Рейнольдс, у головних ролях Джим Кевізел, Дагмара Домінчик, Річард Гарріс і Гай Пірс.
- Граф Монте-Крісто (Le Comte de Monte-Cristo, 2024) — французька екранізація, режисери Матьє Делапорт і Александр де Ла Пательєр з П'єром Ніні в головній ролі.

### Телебачення
- Граф Монте-Крісто (The Count of Monte Cristo, 1956) — телесеріал про подальші пригоди Едмона Дантеса після закінчення роману.
- Граф Монте-Крісто (The Count of Monte Cristo, 1964) — телесеріал BBC з Аланом Баделем і Наташею Паррі в головних ролях.
- Граф Монте-Крісто (Il conte di Montecristo, 1966) — італійський телесеріал RAI режисера Едмо Феноліо. У головній ролі Андреа Джордана.
- Граф Монте-Крісто (The Count of Monte Cristo, 1973) — британсько-італійський анімаційний серіал, створений Halas і Batchelor та RAI Italy.
- Велика помста (大報復, 1977) — гонконгський телесеріал з Адамом Ченгом у головній ролі, сюжет якого перенесено в Південний Китай під час республіканської ери.
- Ніхон Ганкуцуо (日本巌窟王, 1979) — японський телесеріал, дія якого відбувається в період Едо, з Масао Кусакарі в головній ролі.
- Граф Монте-Крісто (Le Comte de Monte-Cristo, 1979) — французький телесеріал із Жаком Вебером у головній ролі.
- Господиня (La Dueña, 1984) — венесуельська теленовела 1984 року з жіночою версією Едмона Дантеса.
- В'язень замку Іф (Узник замка Иф, 1988) — український радянський російськомовний фільм з трьох серій. Режисер Георгій Юнгвальд-Хількевич.
- Марімар (Marimar, 1994) — іспаномовний телесеріал від Televisa, який пізніше породив ремейки в Мексиці та на Філіппінах.
- Граф Монте-Крісто (Le Comte de Monte Cristo, 1998) — телевізійний мінісеріал із Жераром Депардьє в головній ролі.
- Король печери: граф Монте-Крісто (巌窟王, 2004) — японська анімаційна адаптація, режисер Махіро Маеда.
- Монтекрісто (Montecristo, 2006) — аргентинська теленовела з Пабло Ечаррі та Паолою Крум у головних ролях.
- Езель (2010) — турецький телесеріал, де дія перенесена в сучасність.
- Любов і помста (Un amore e una vendetta, 2011) — італійський телесеріал, заснований на книзі.
- Помста (2011) — телевізійний серіал, рекламований як адаптація Графа Монте-Крісто.
- До побачення, містере Блек (굿바이 미스터 블랙, 2016) — південнокорейський телесеріал, заснований на «Графі Монте-Крісто».
- Яго (Yago, 2016) — мексиканська теленовела з Іваном Санчесом і Габріелою де ла Гарса в головних ролях, де дія перенесена в сучасність.
- Граф Монте-Крісто: Чудова помста (モンテ・クリスト伯 –華麗なる復讐, 2018) — японський телесеріал з Діном Фудзіока в головній ролі.
- Міс Монте-Крісто (미스 몬테크리스토, 2021) — південнокорейська адаптація на KBS із жіночими персонажами.
- Монтекрісто (Montecristo, 2023) — мексиканська адаптація на Vix+ з Вільямом Леві в головній ролі.
- Граф Монте-Крісто (The Count of Monte Cristo, 2024) — англійський мінісеріал із Семом Клафліном у головній ролі.

## Тематика
«Граф Монте-Крісто» Александра Дюма та «Знедолені» Віктора Гюго — два культові французькі романи XIX століття, які, поділяючи тему справедливості та спокути, розходяться у предметі оповіді та стилі. «Граф Монте-Крісто» Дюма здійснює особисту помсту за вчинену над ним несправедливість, постаючи неоднозначним персонажем, який платить власну ціну. На відміну від цього, «Знедолені» Гюго досліджують теми спокути та милосердя через подорож Жана Вальжана, критикуючи суспільну несправедливість і наголошуючи на співчутті та прощенні. Обидва романи здійснили тривалий вплив на літературу та культуру, пропонуючи пояснення людської природи та складності суспільства.
Граф Монте-Крісто, він же Едмон Дантес, є привабливим персонажем, оскільки прагне здійснити справедливу помсту. Кожен персонаж, який вчинив неправильно щодо Дантеса, отримує покарання, котре закономірно слідує з їхніх власних вад; Дантес уміло проявляє ці вади, що ведуть до саморуйнації лиходіїв. Кривдники не просто безчесні люди, вони лицеміри, вдаючи з себе благодійників і захисників справедливості. Так, один з головних лиходіїв роману, Вільфор, працює прокурором. Більшість кривдників отримують ганьбу та смерть, однак, Дантес лишає можливість спокути. Хоча твір сповнений похмурих подій і трагедій, переодягання Дантеса додає гумористичних моментів, коли люди не впізнають його.

## Видання українською мовою
- Александер Діма. Ґраф Монте Крісто. — Вінніпег : Українська видавнича спілка в Канаді.
  - том 1. — 1924. — 323 с.
  - том 2. — 1924. — 283 с.
  - том 3. — 1925. — 319 с.
  - том 4. — 1925. — 310 с.
- 2018 р., #Книголав, 2000 екз., 112 с., переклад Кононович Леонід, ISBN 978-617-7563-10-4

Оглядач сайту mrpl.city Іван Синєпалов розташував роман на 7 місці у переліку найкращих книжок, виданих українською мовою у 2018 році.

## Галерея

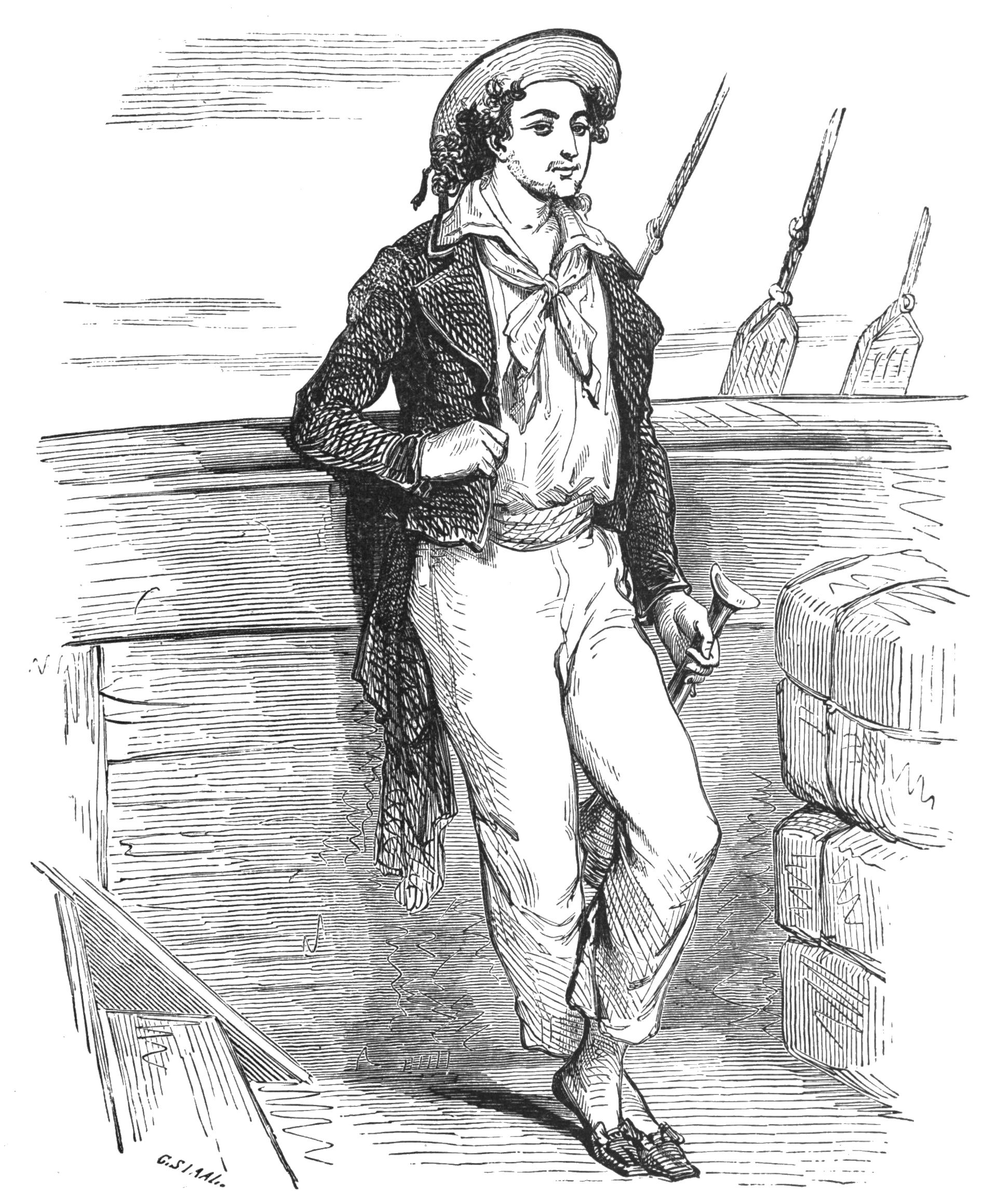
Едмон Дантес на початку роману
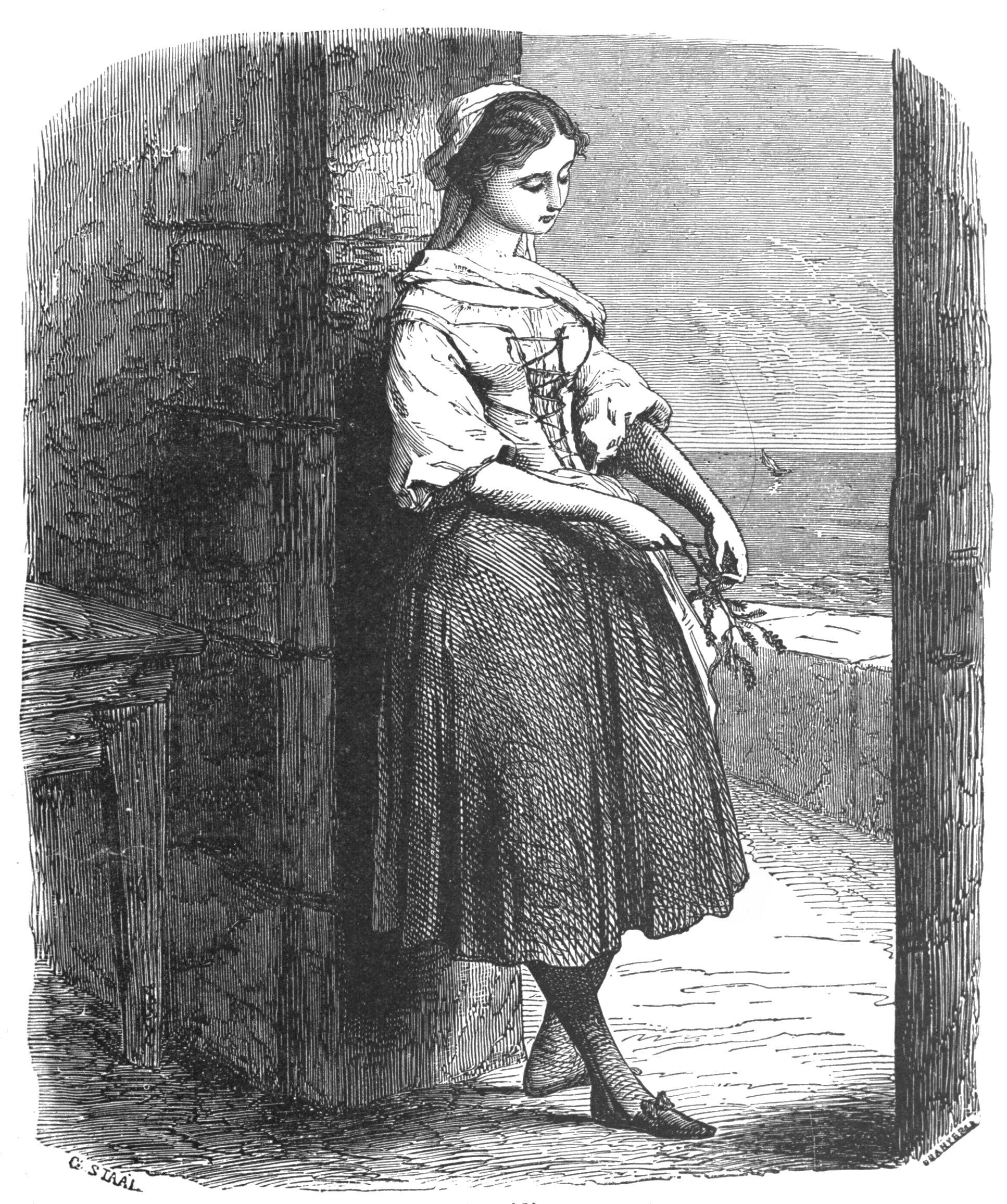
Мерседес
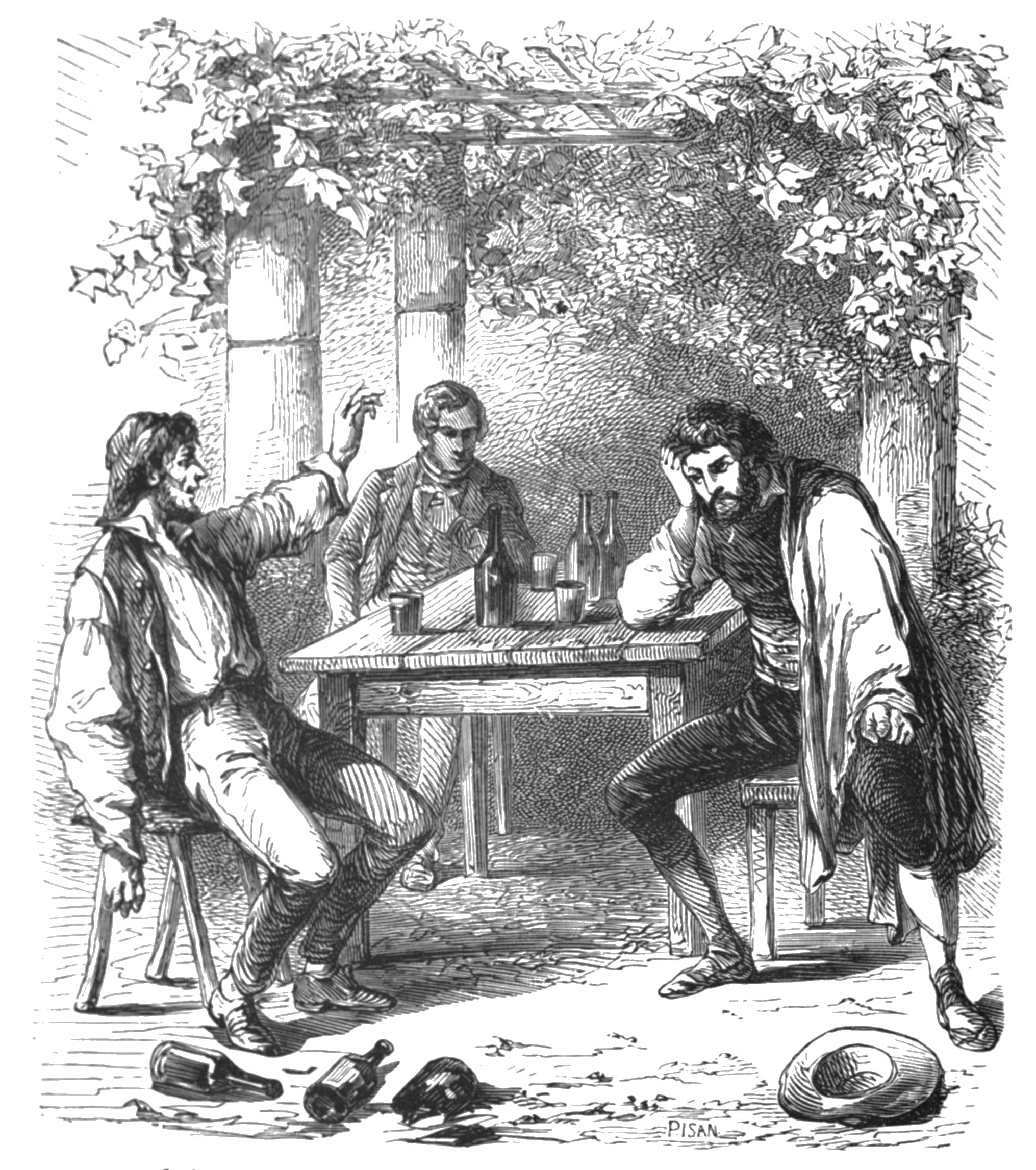
Змова проти Дантеса
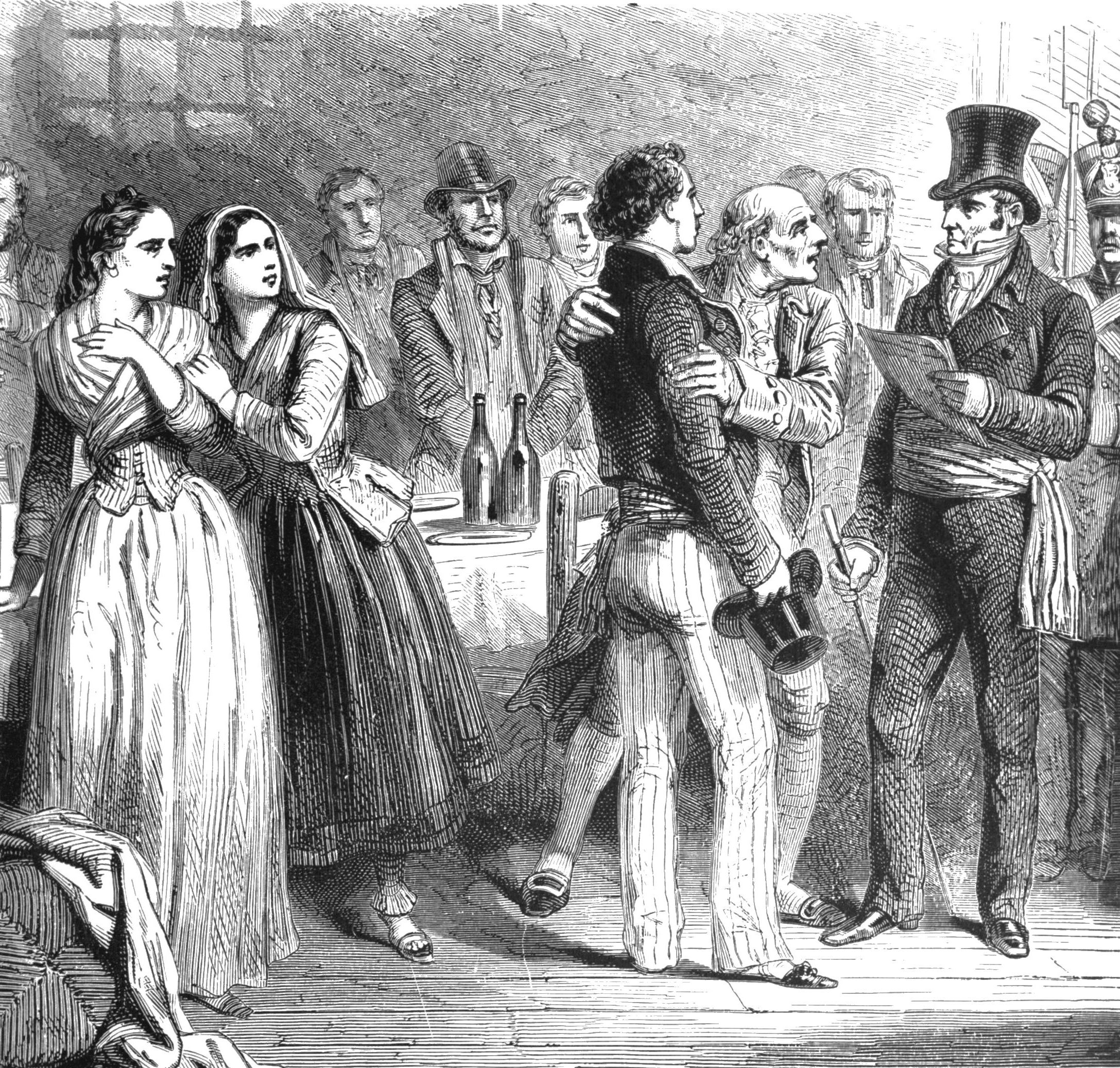
Арешт Дантеса
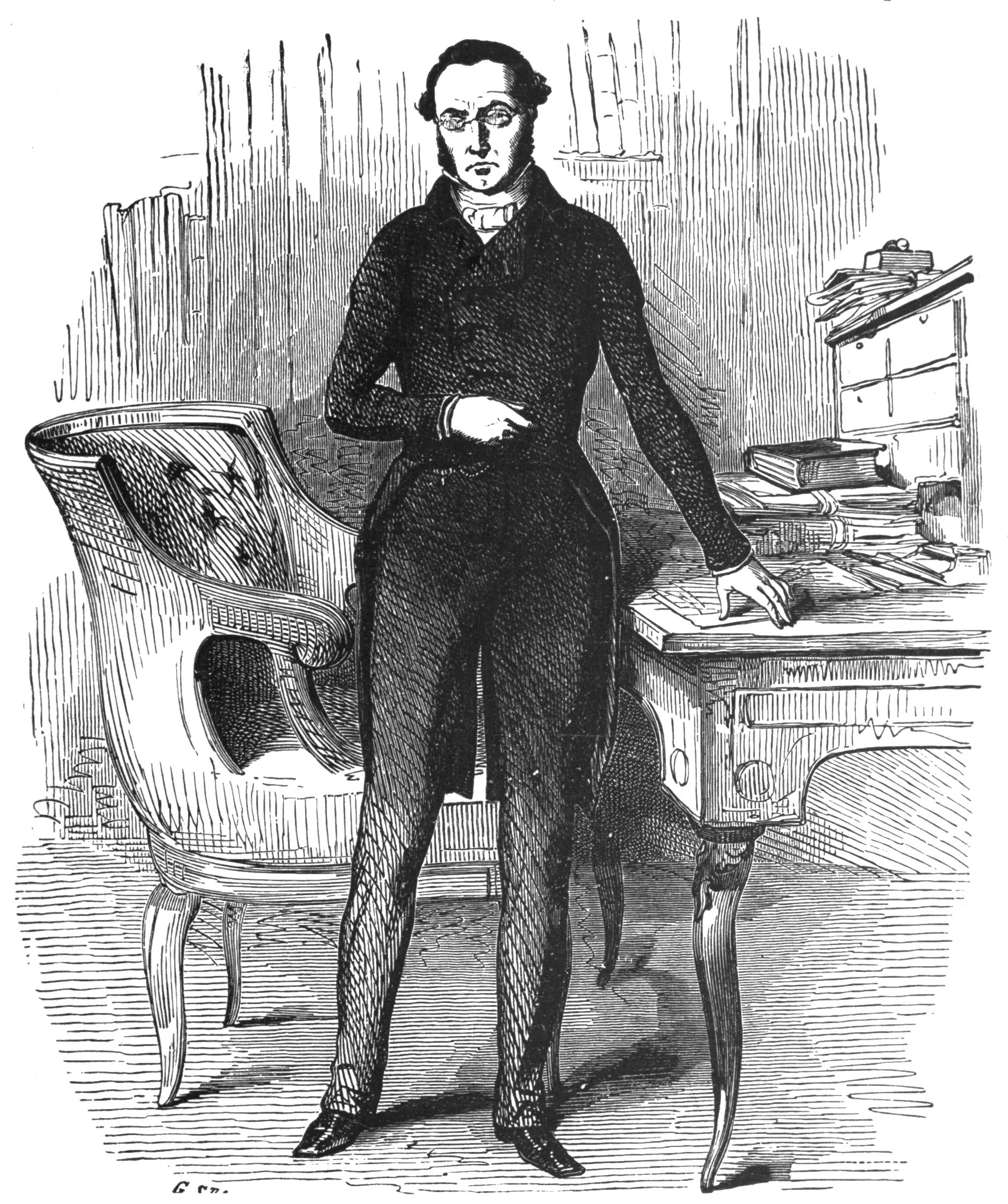
Вільфор
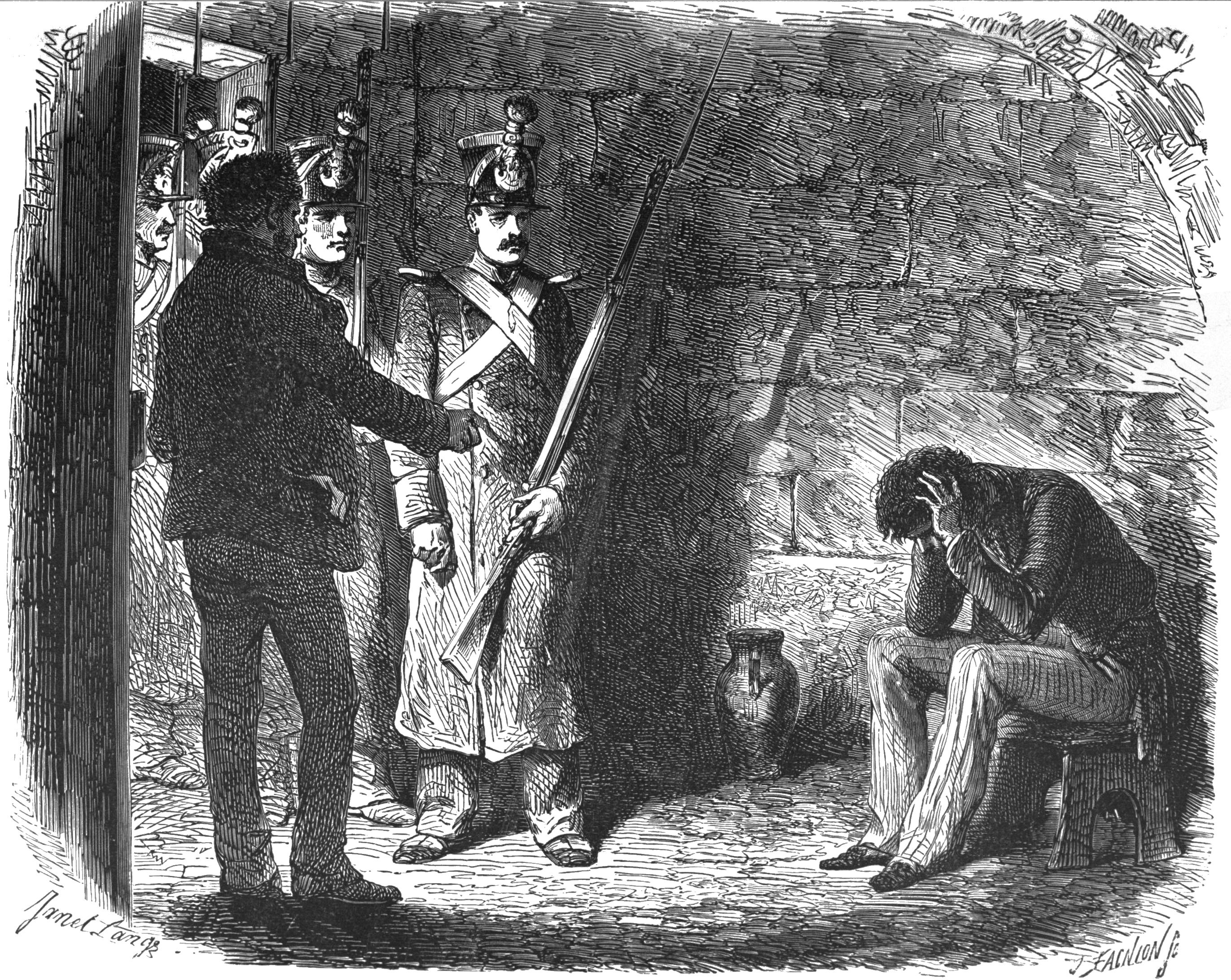
Дантес у в'язниці
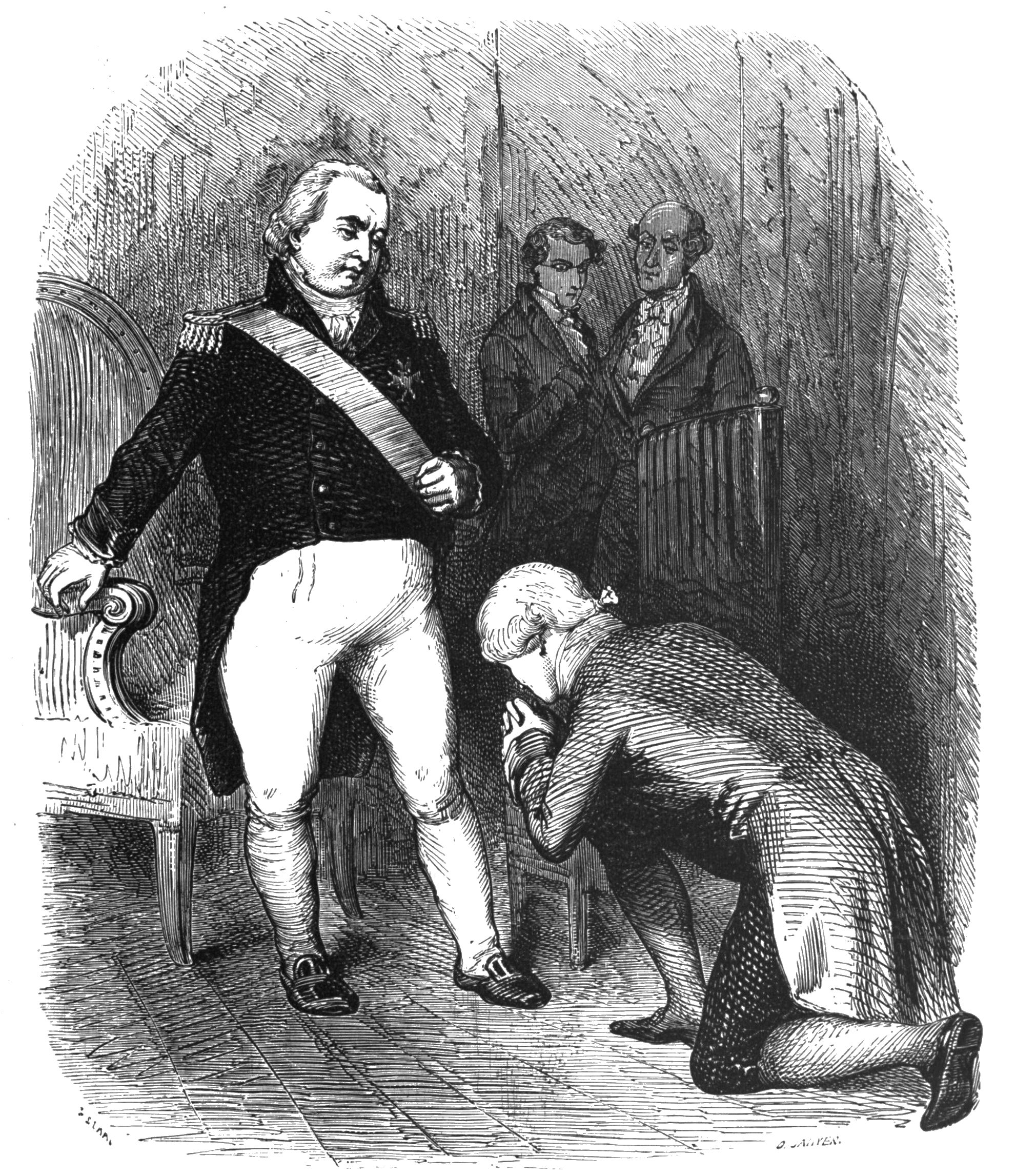
Вільфор перед королем
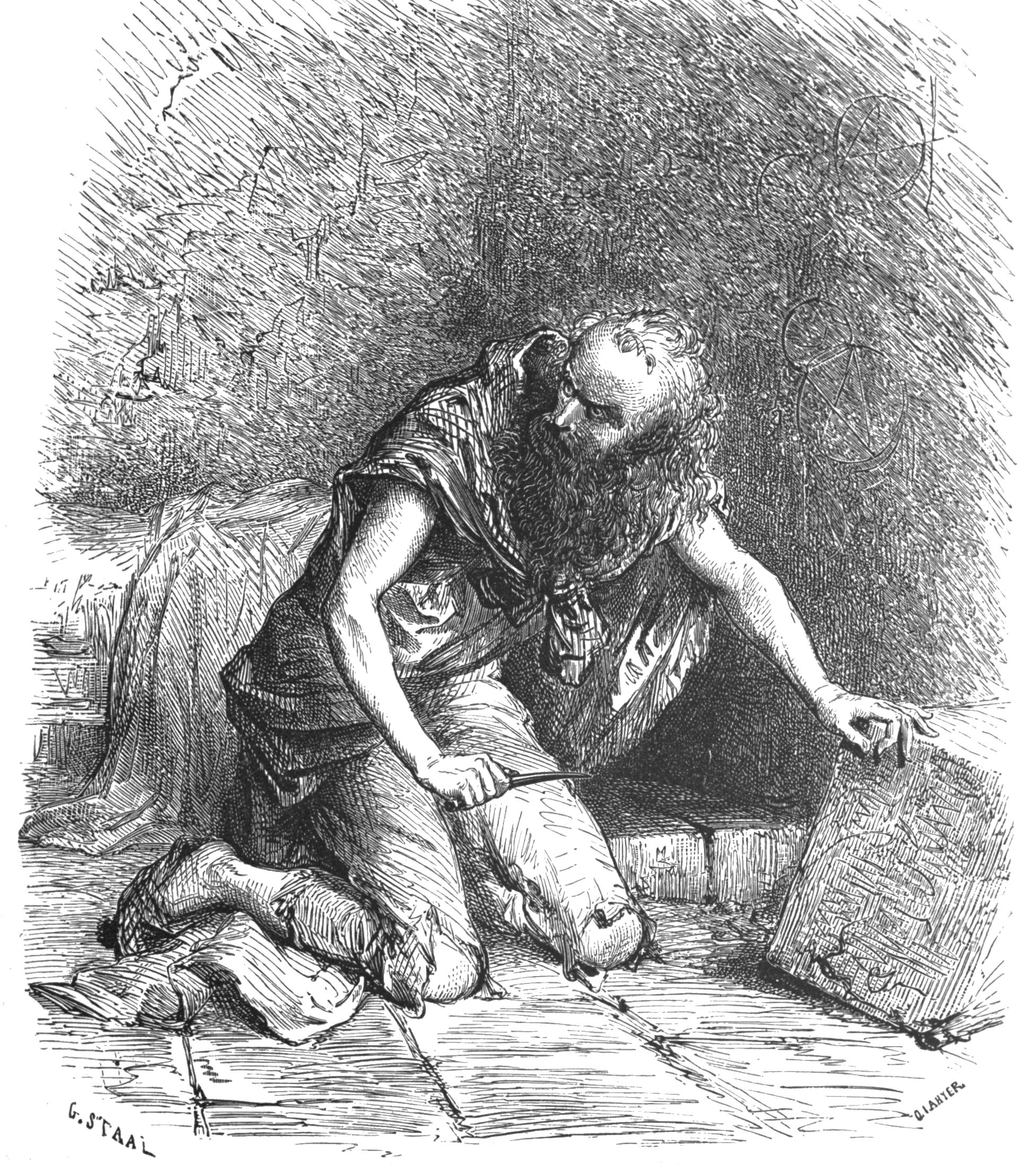
Абат Фаріа
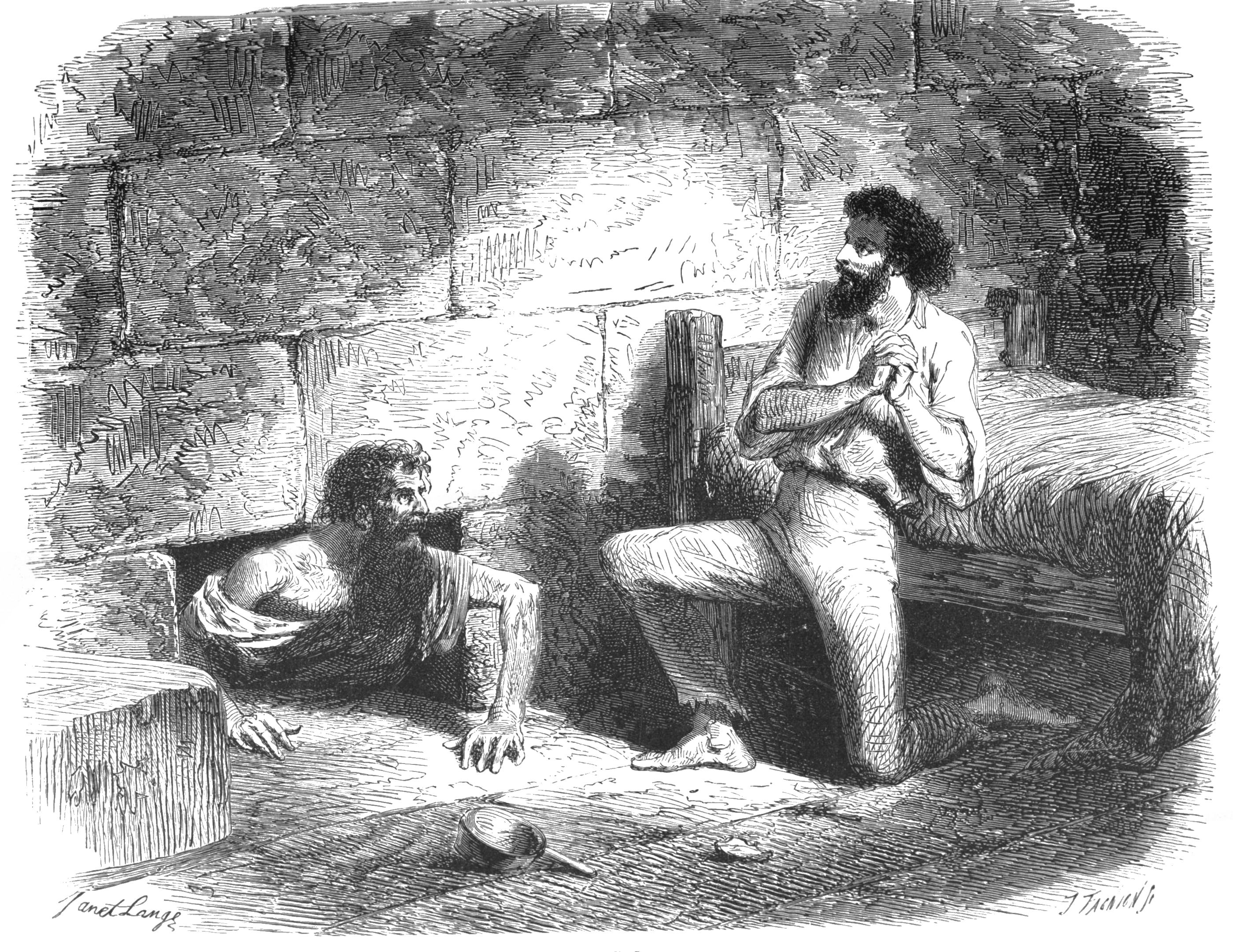
Знайомство Дантеса та Фаріа
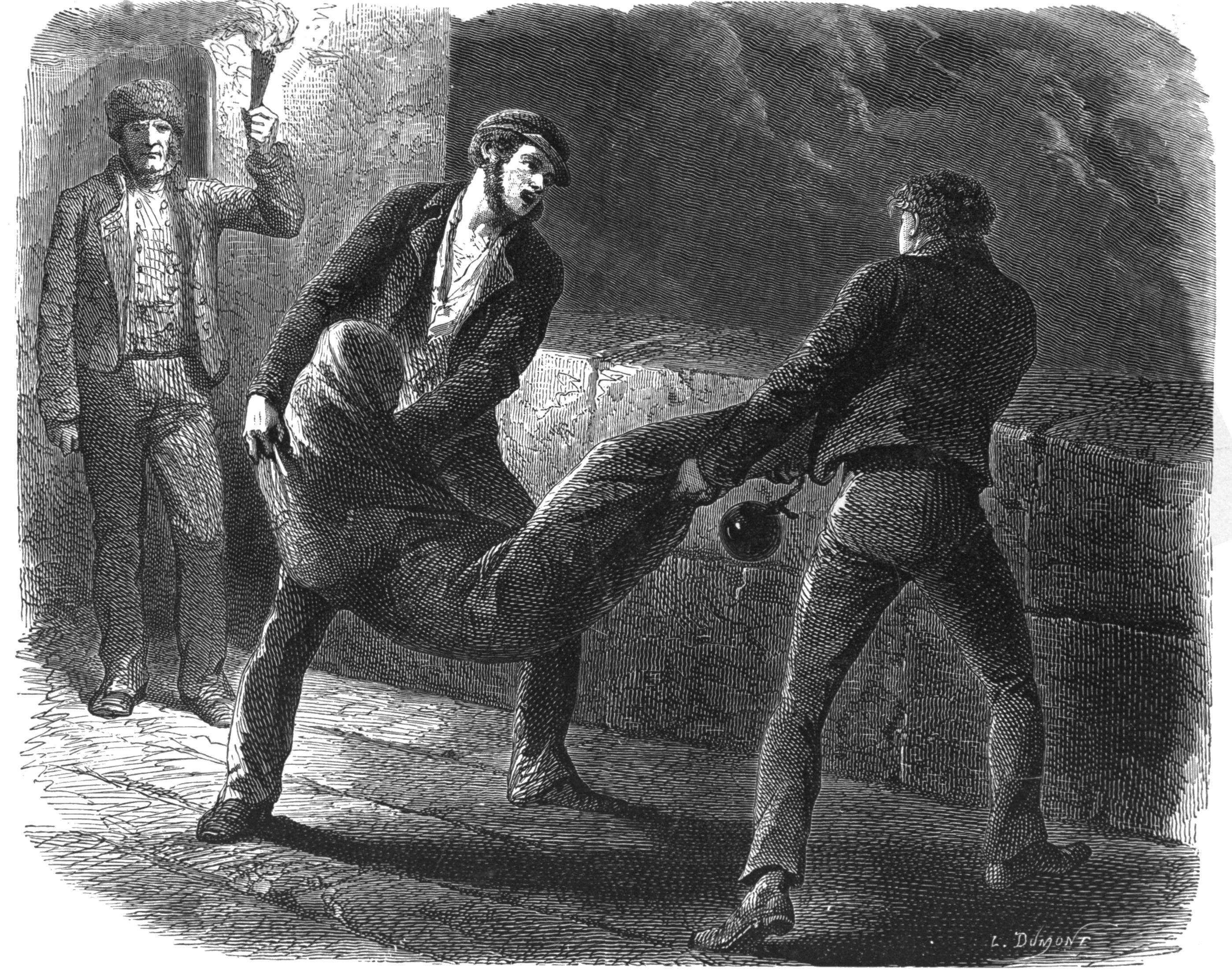
Дантеса викидають у море з замку Іф
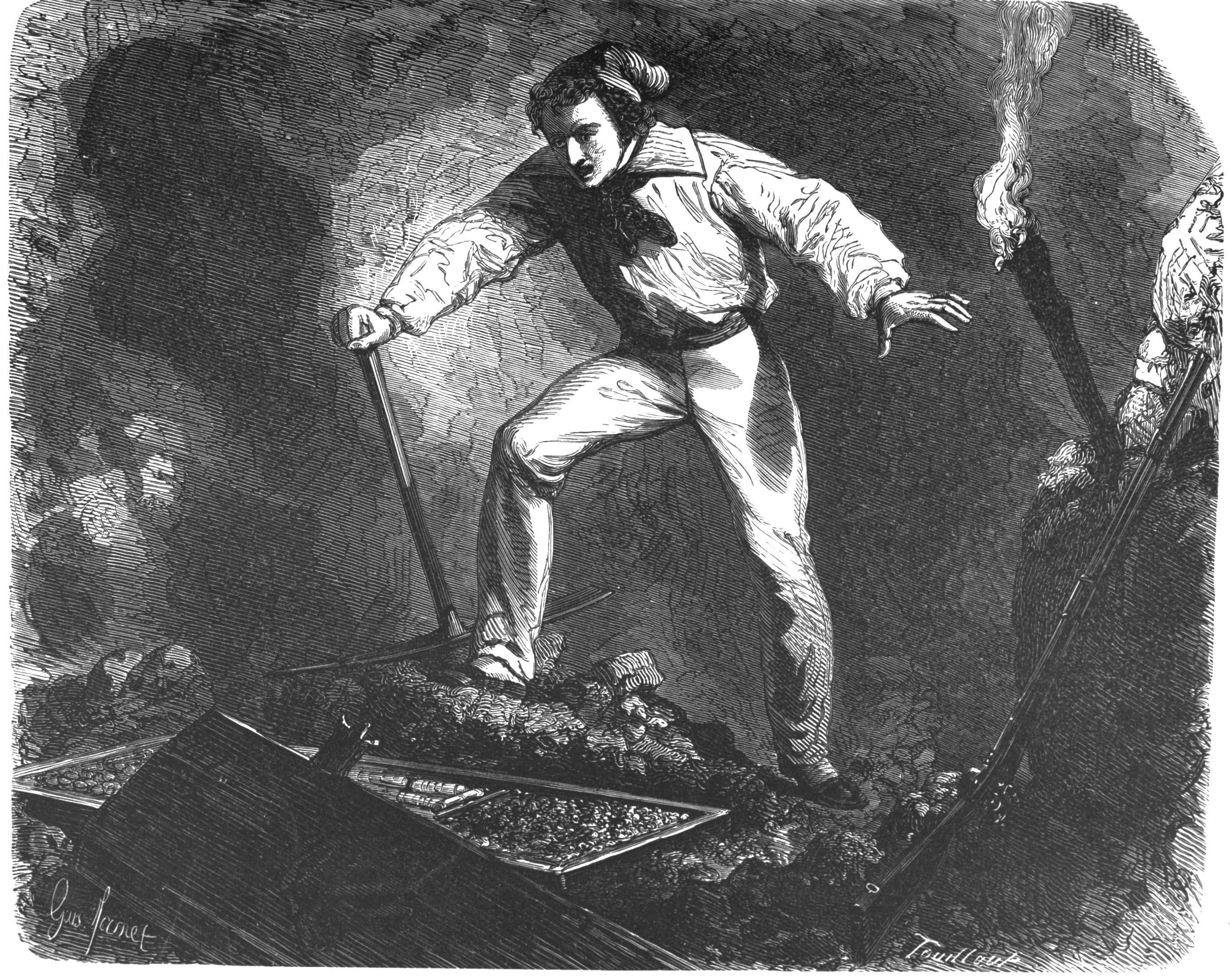
Скарб знайдено
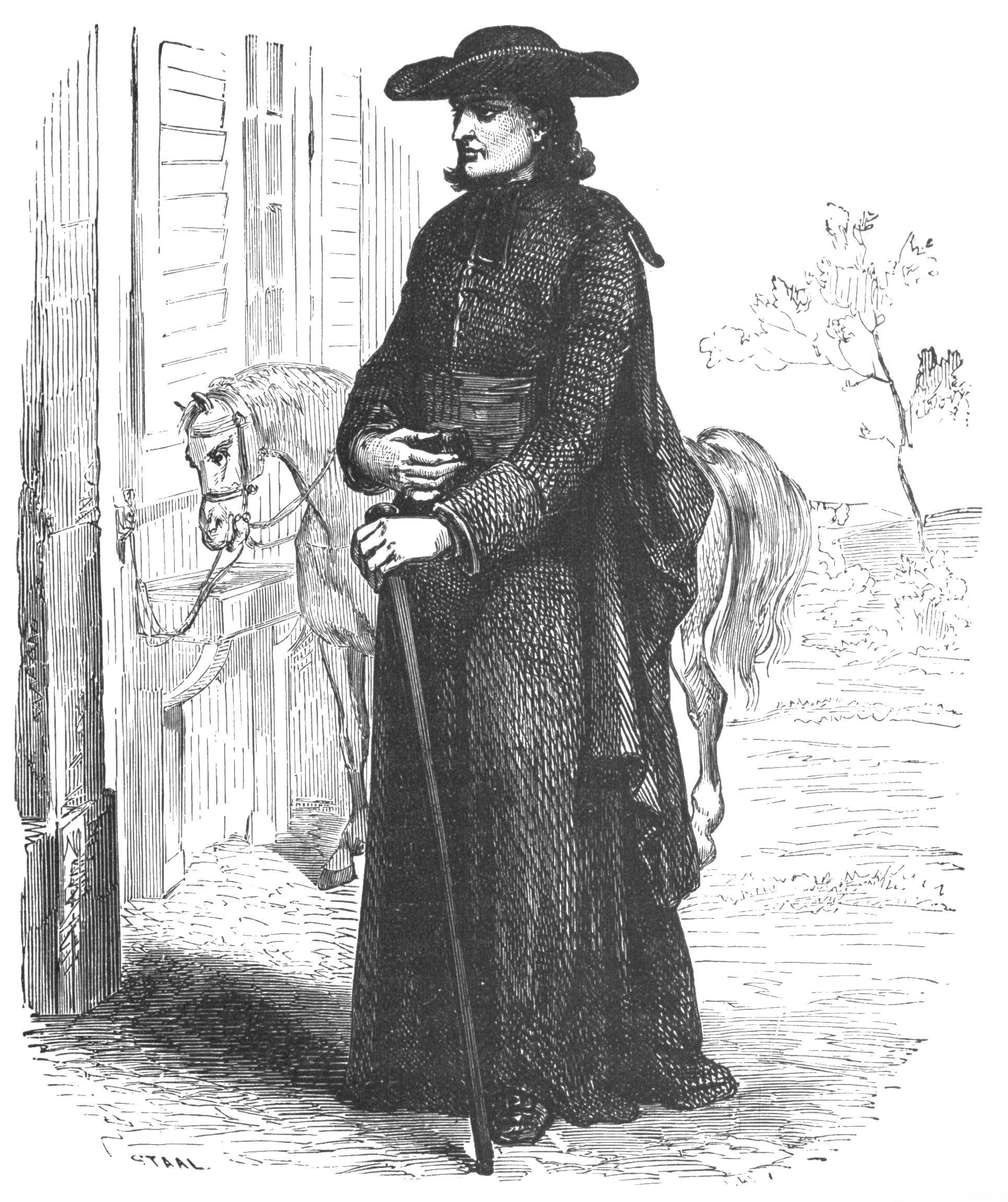
В образі священника Бузоні
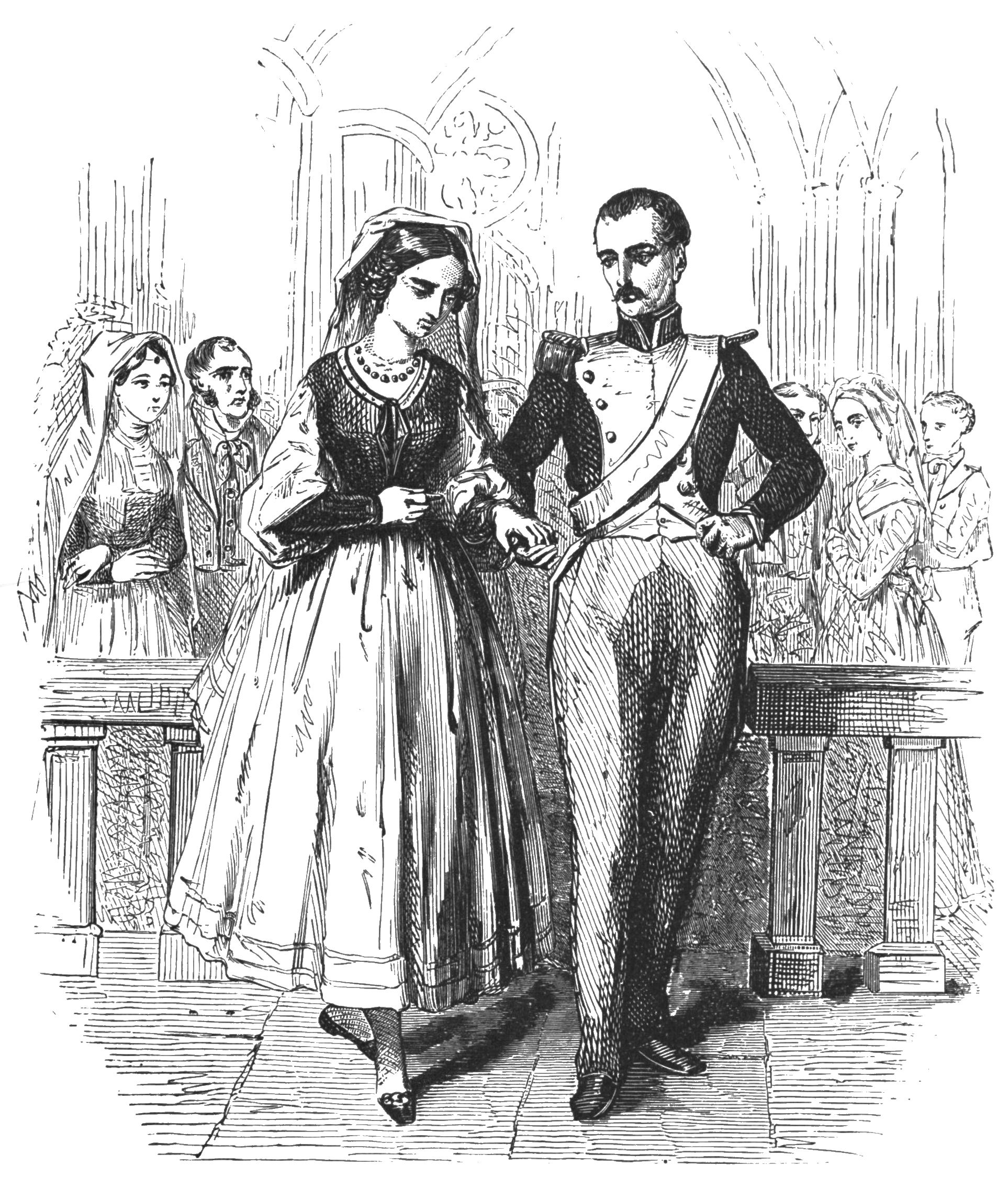
Мерседес одружується з Фернаном
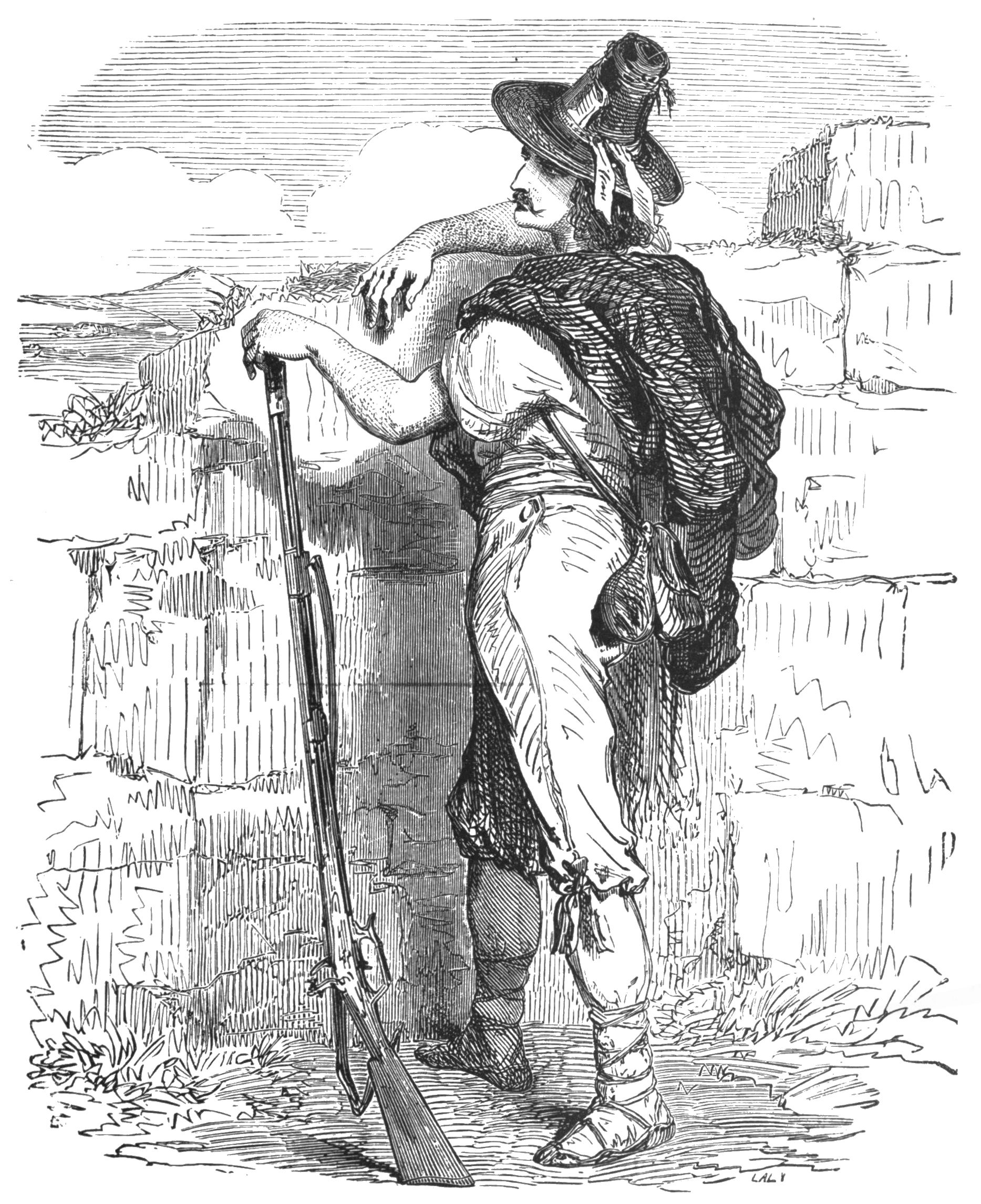
Луїджі Вампа
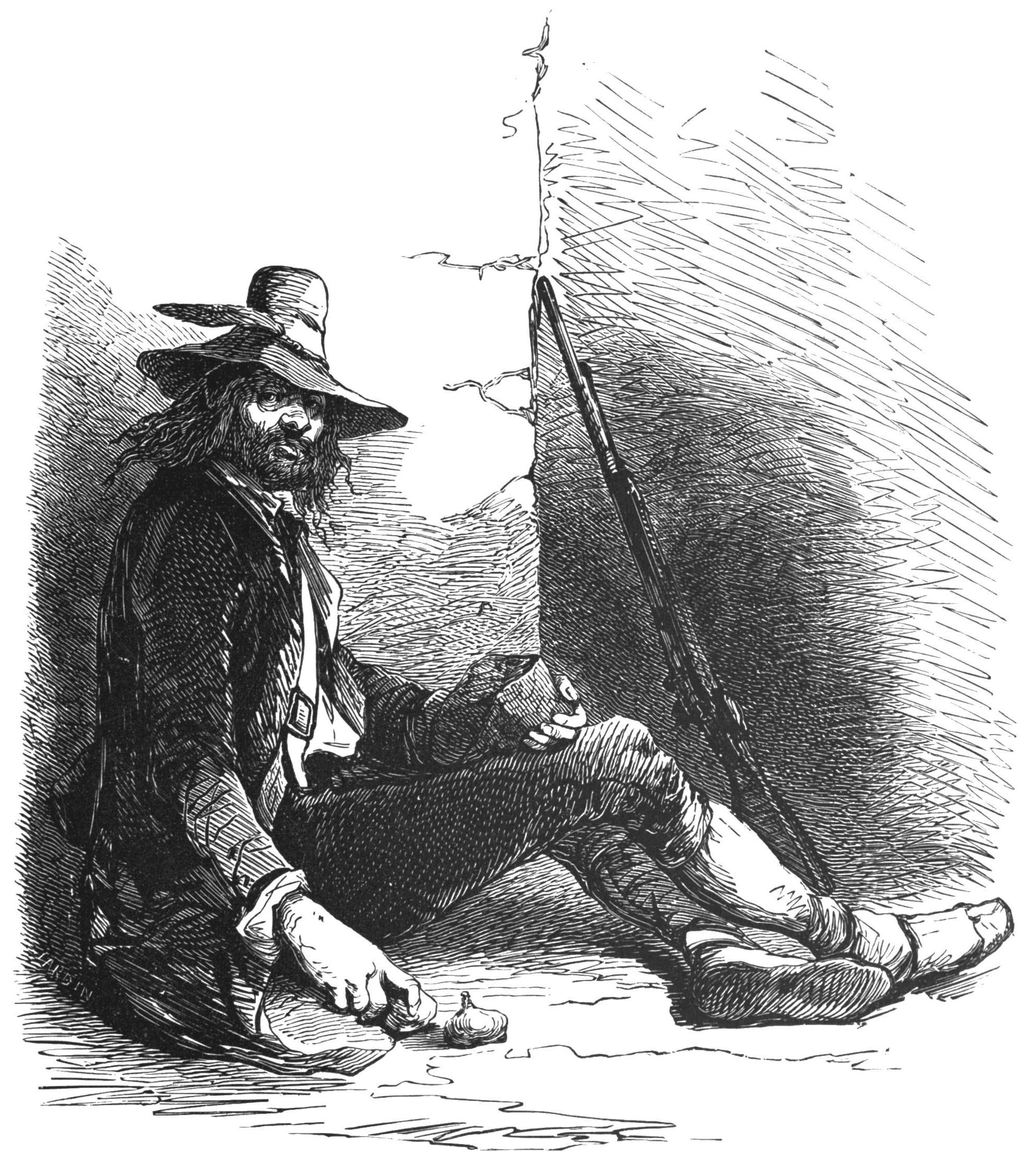
Пеппіно
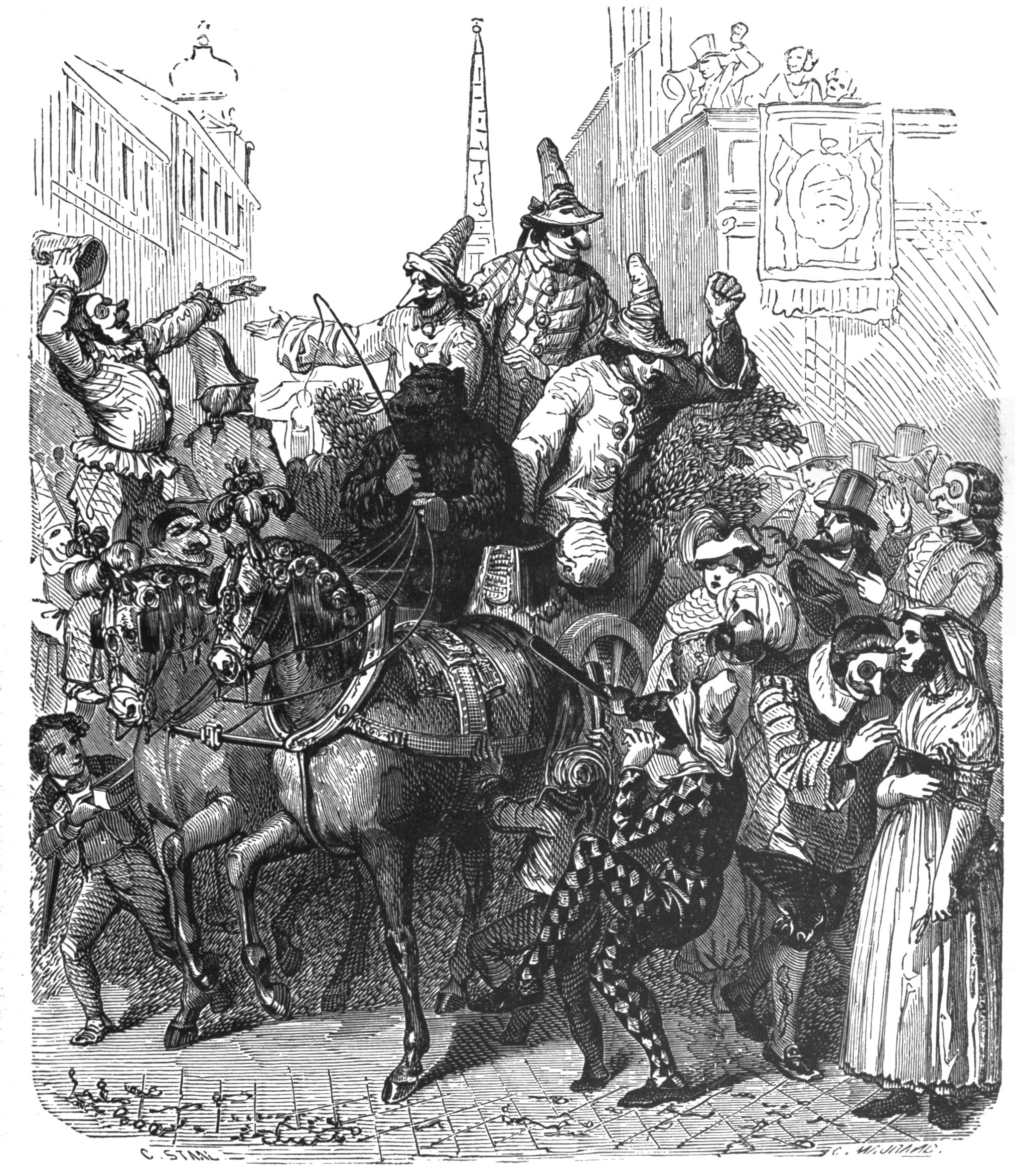
Карнавал у Римі
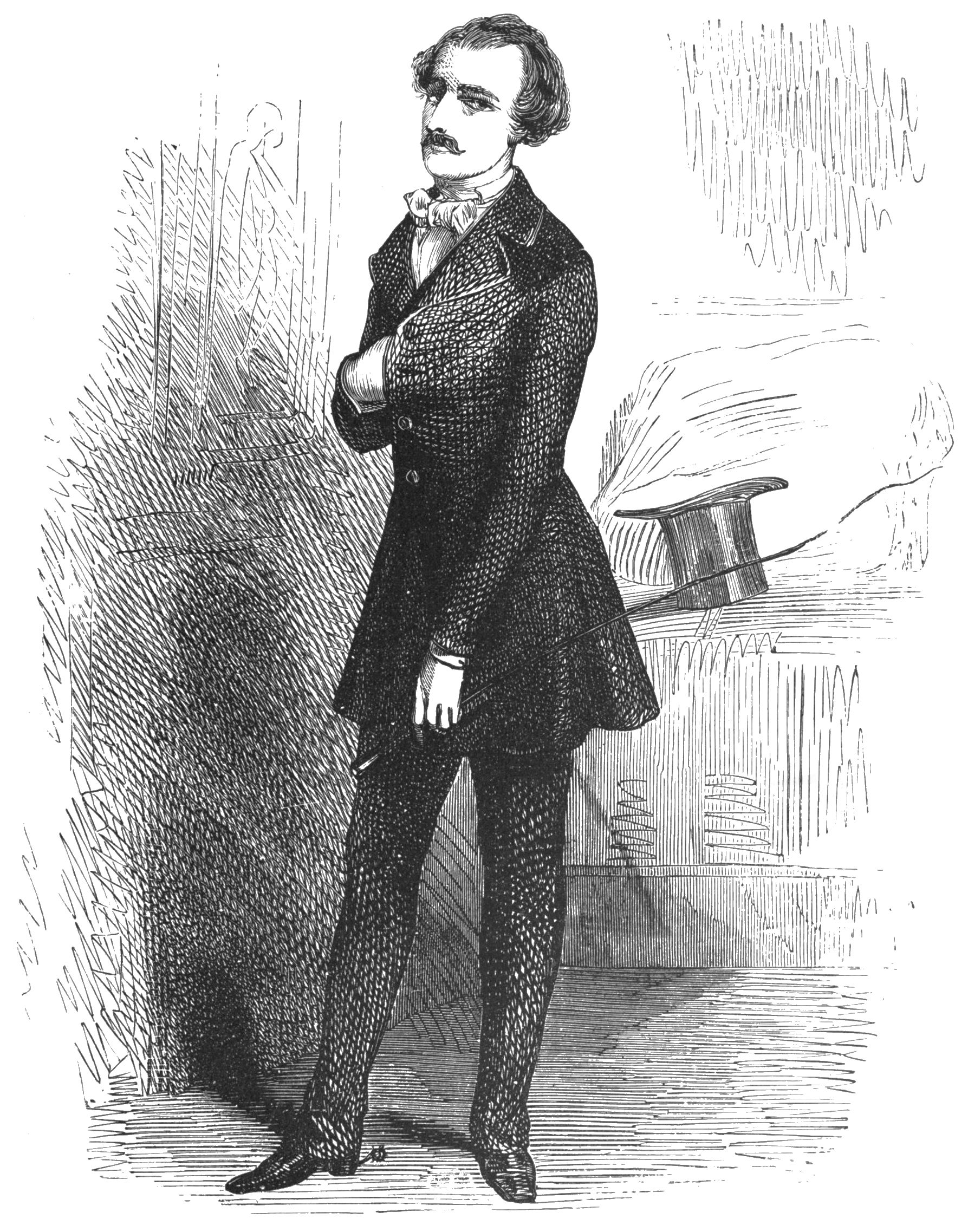
Граф Монте-Крісто
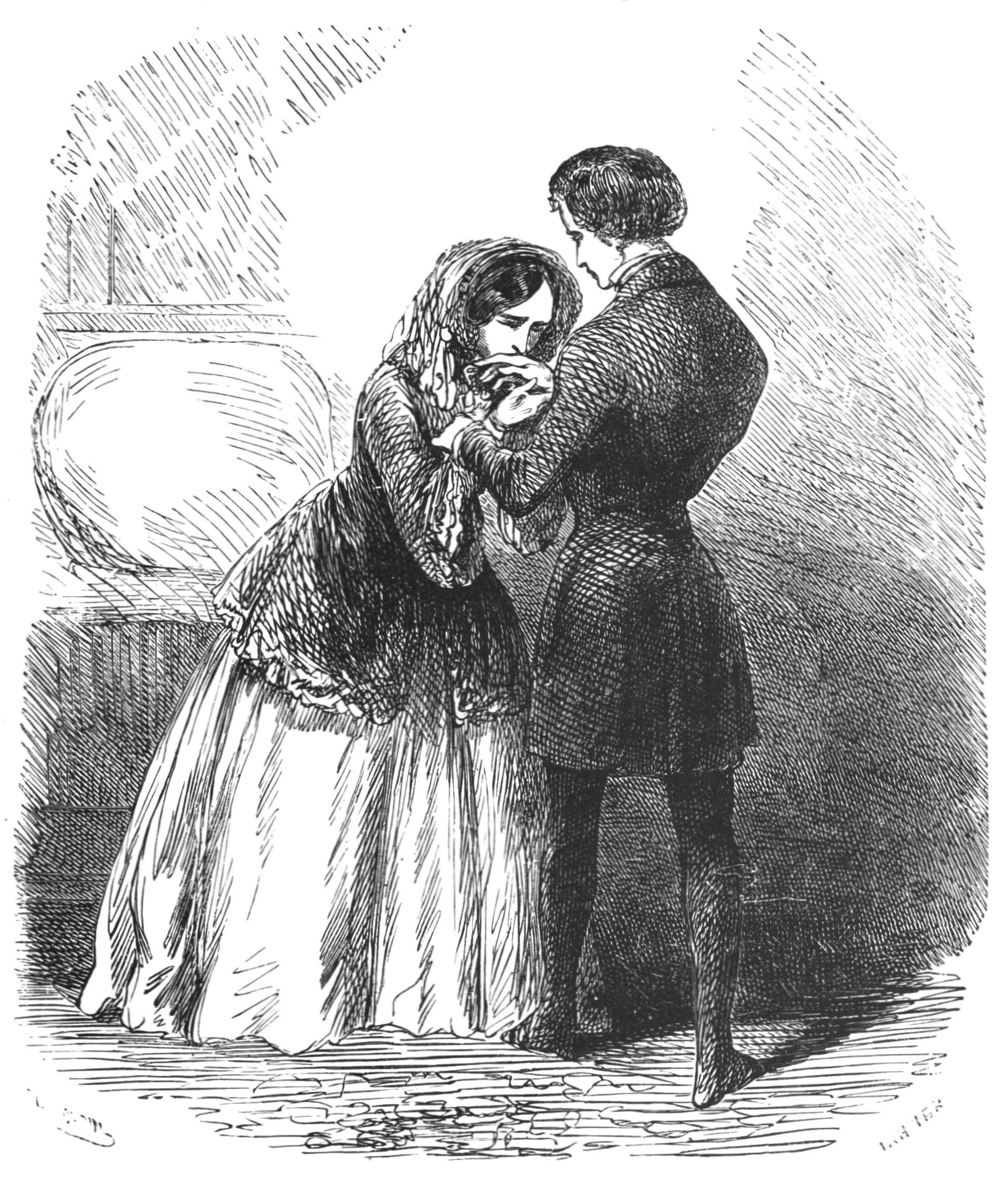
Дантес знову зустрічає Мерседес
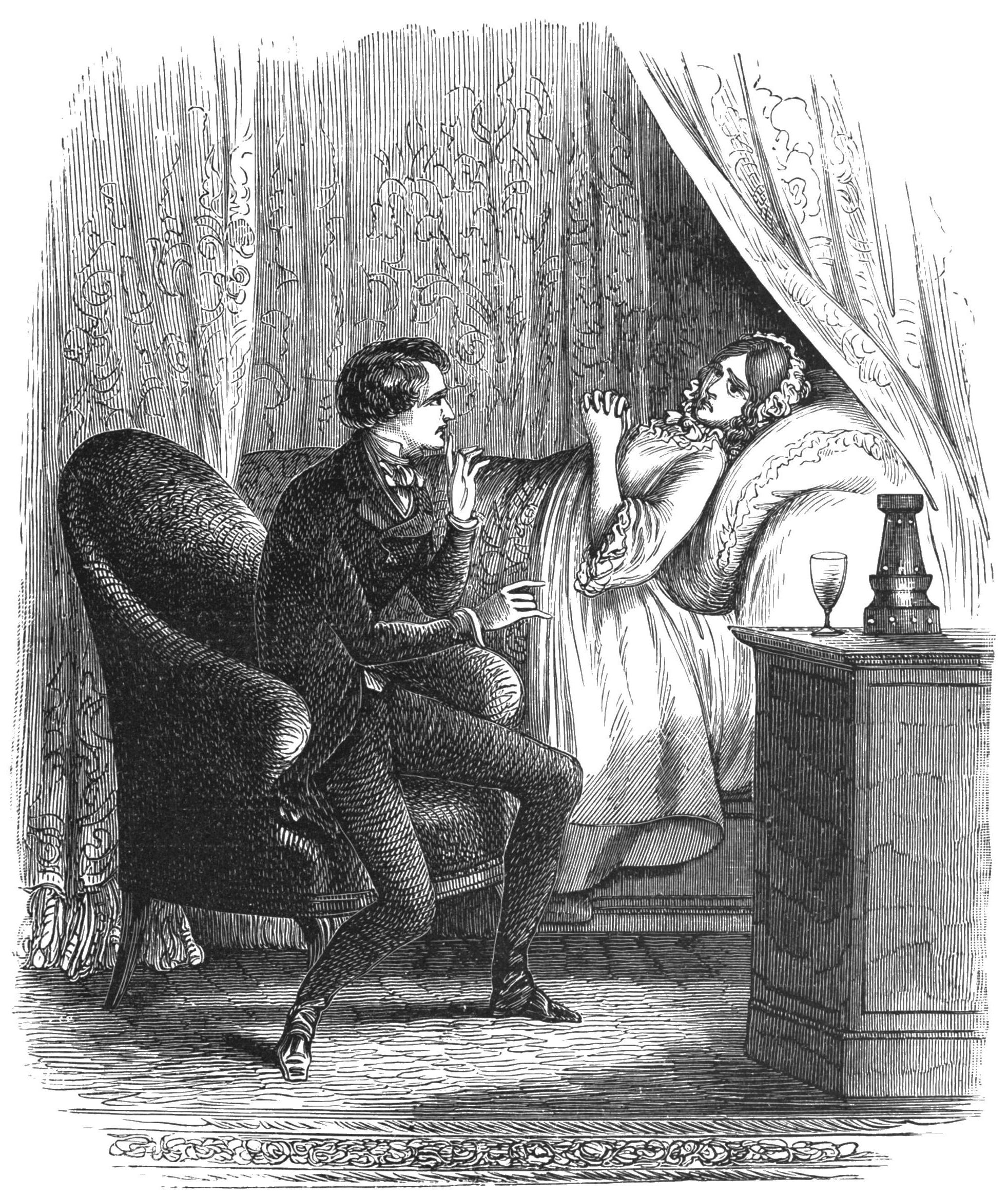
Граф Монте-Крісто та Валентина
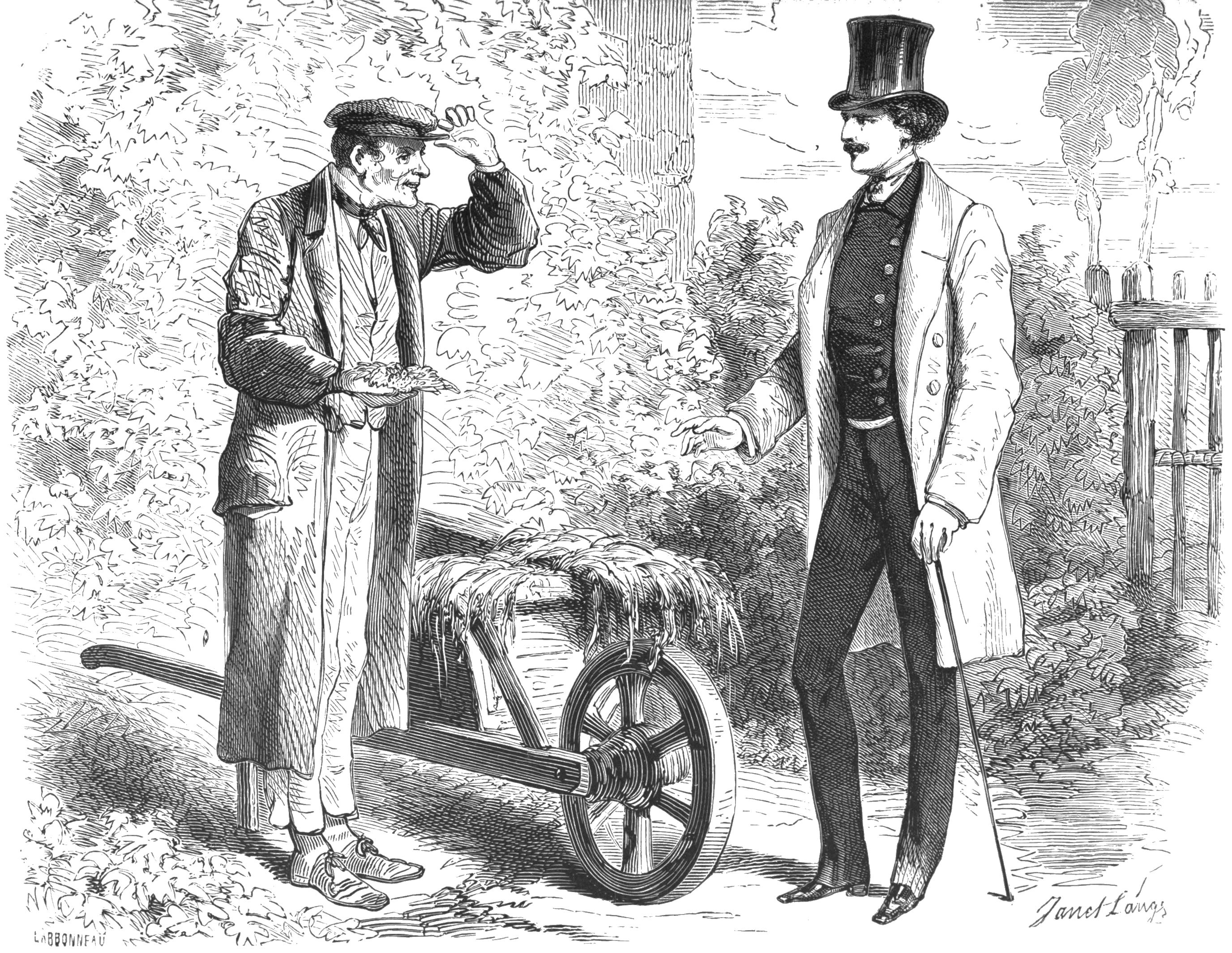
Дантес і телеграфіст
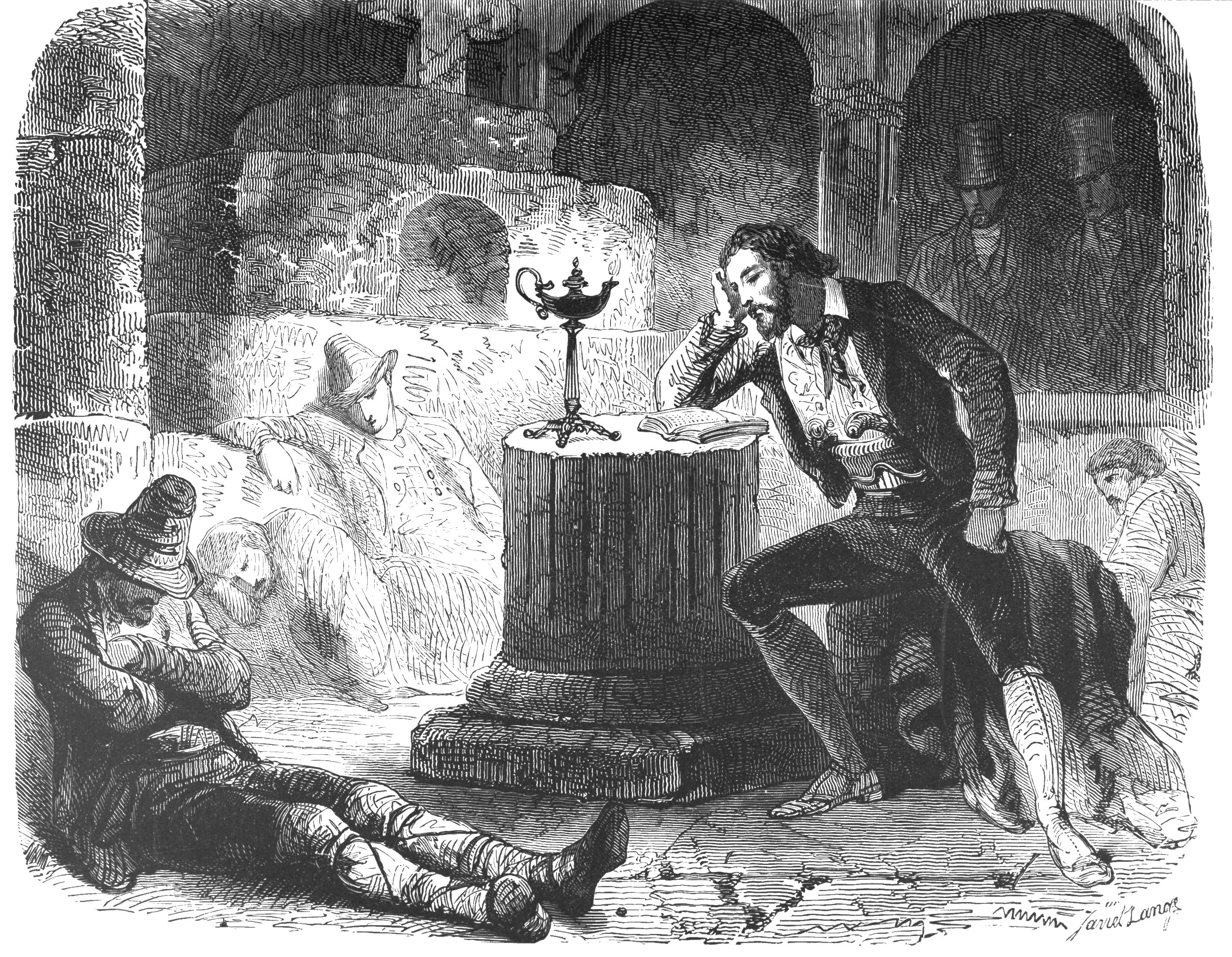
Луїджі Вампа читає «Коментарі Цезаря» серед бандитів
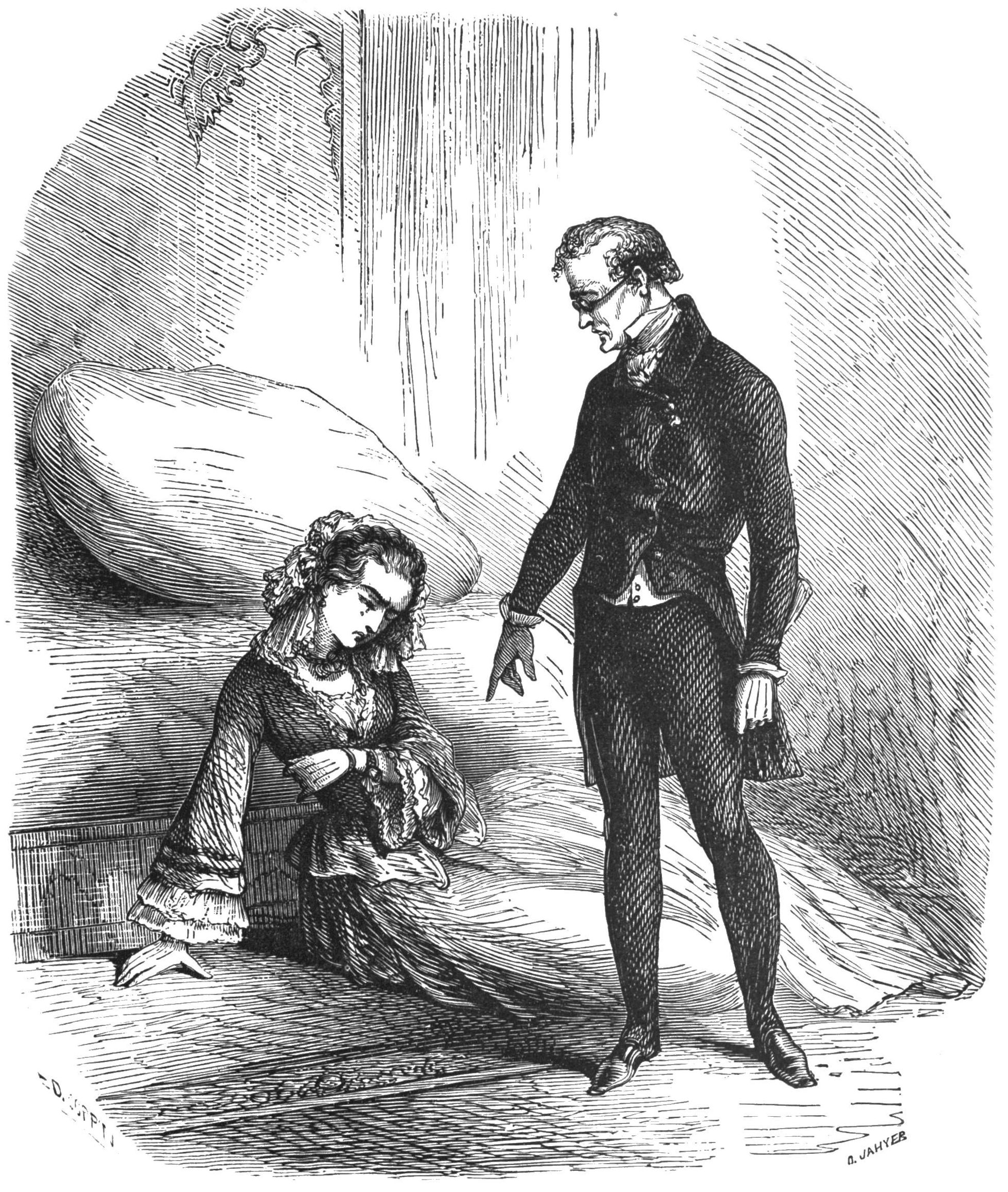
Вільфор звинувачує свою дружину
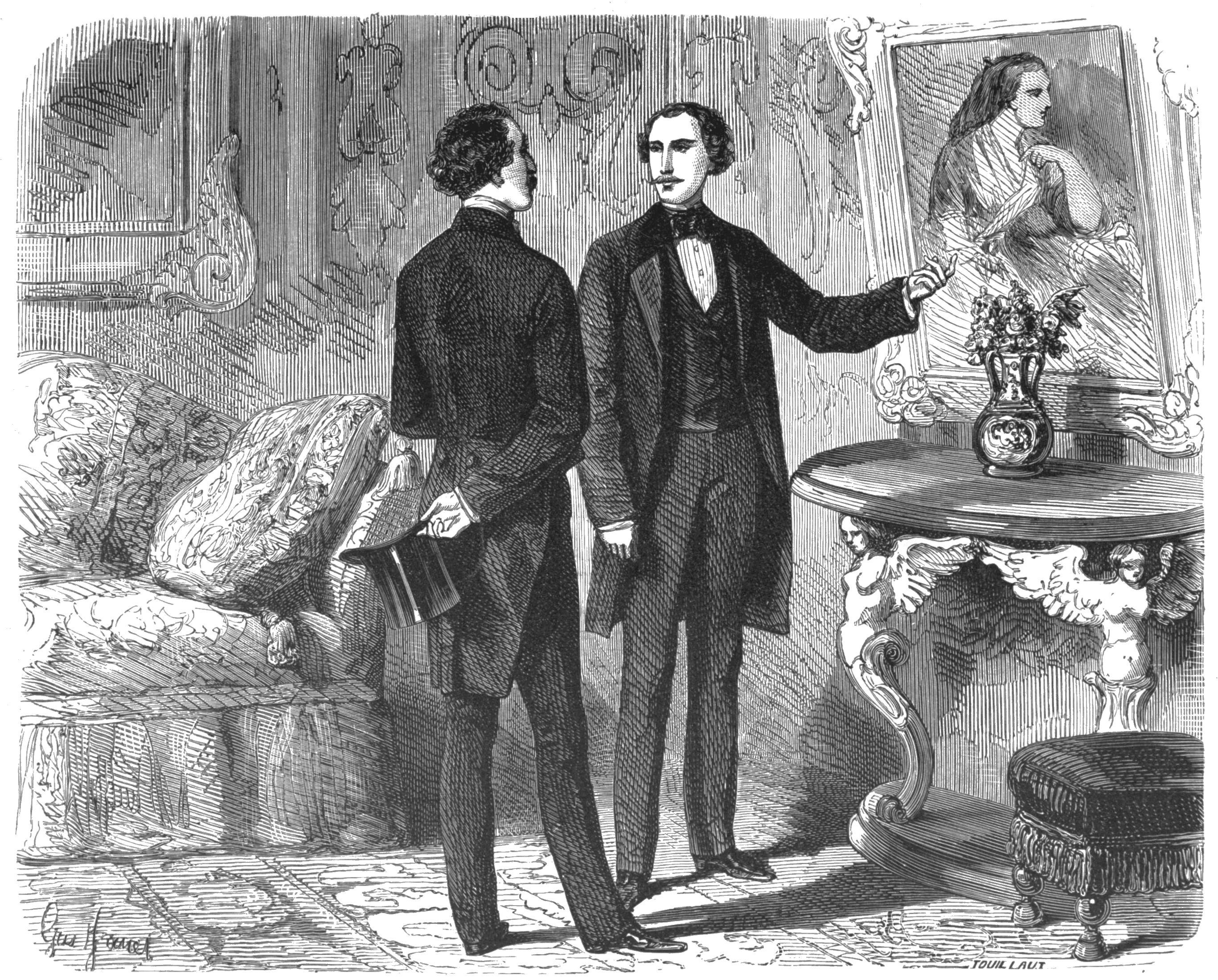
Граф у Альбера
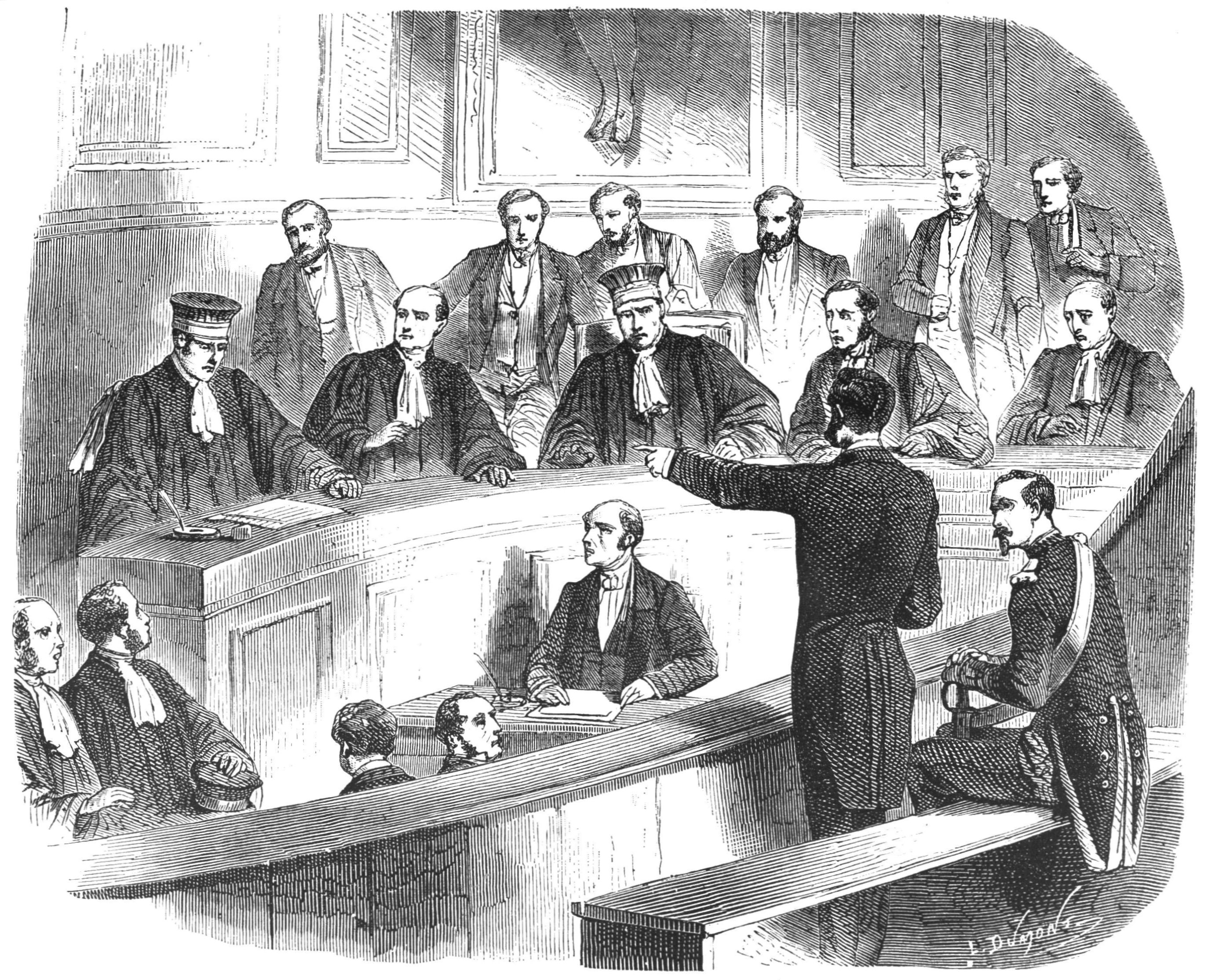
Викриття прокурора
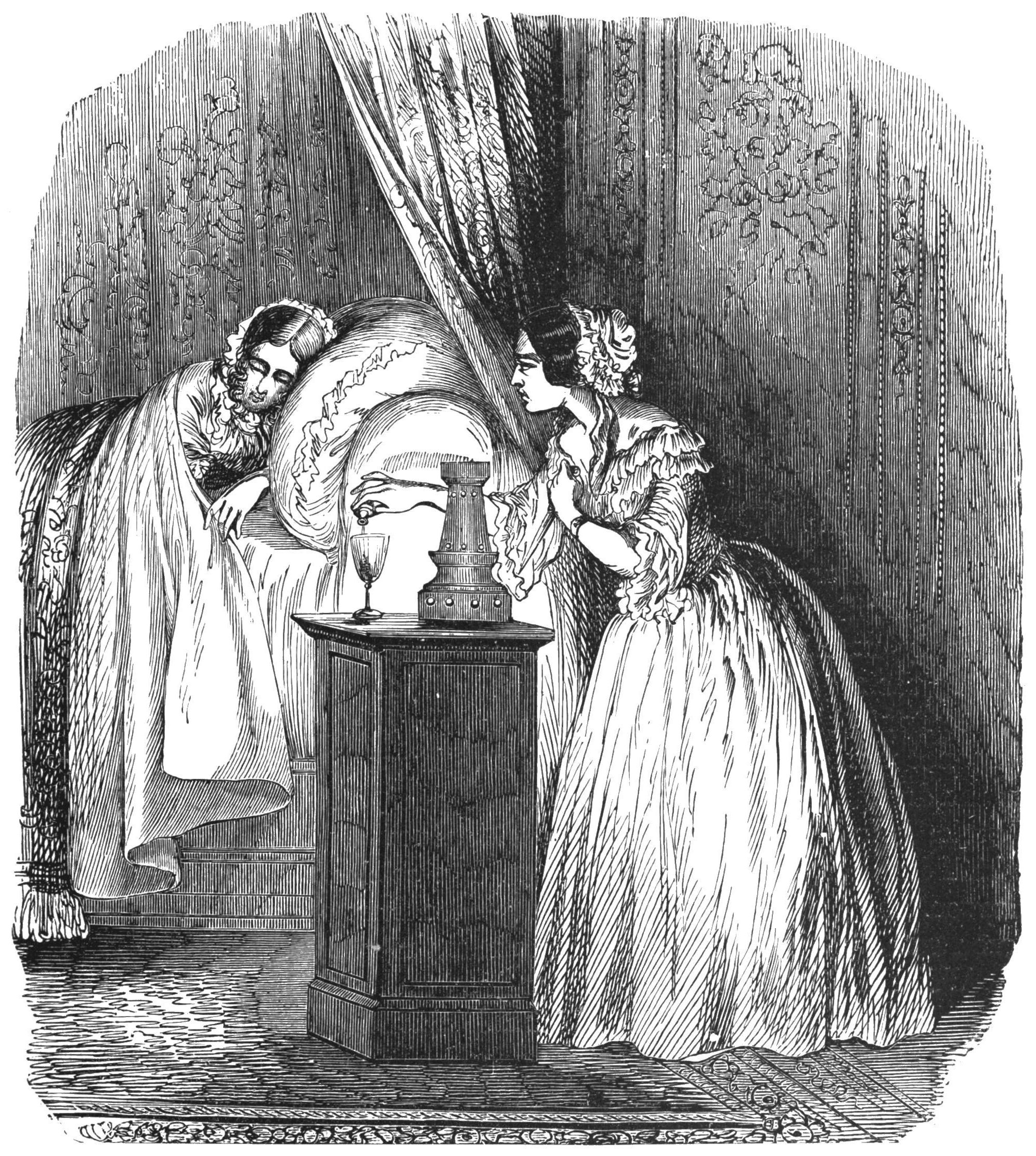
Елоїза отруює Валентину
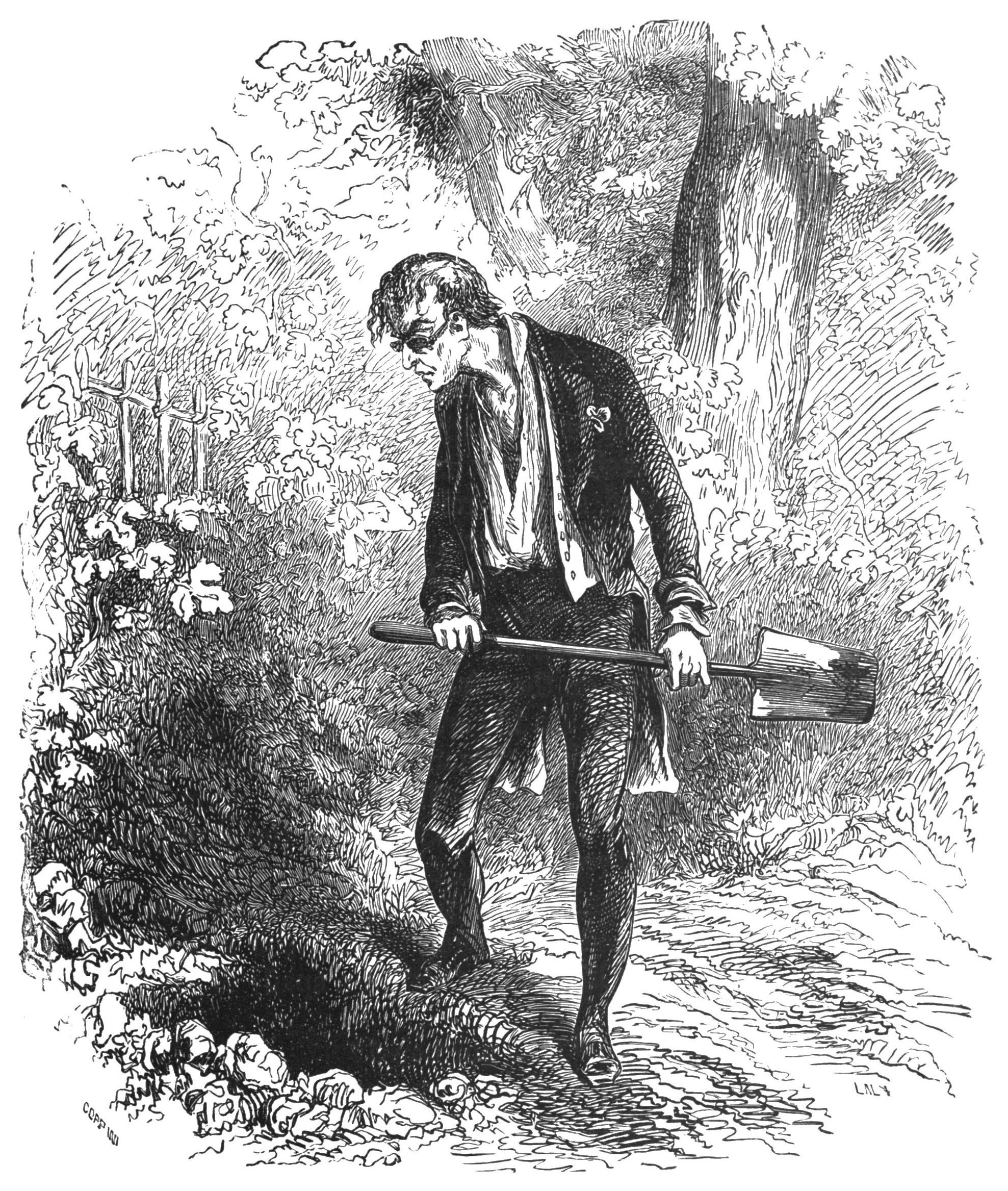
Божевільний Вільфор
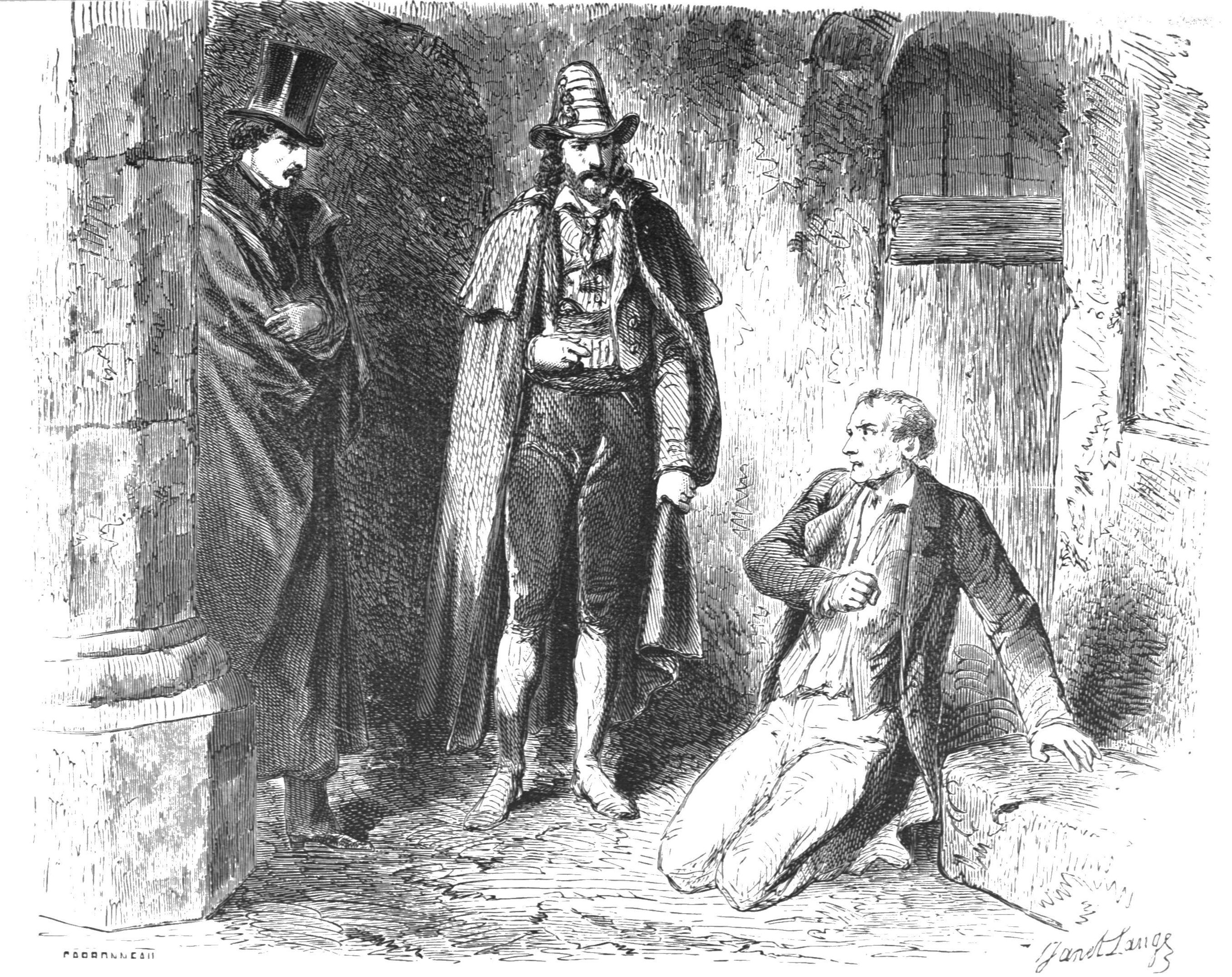
Граф вибачає Данґлара
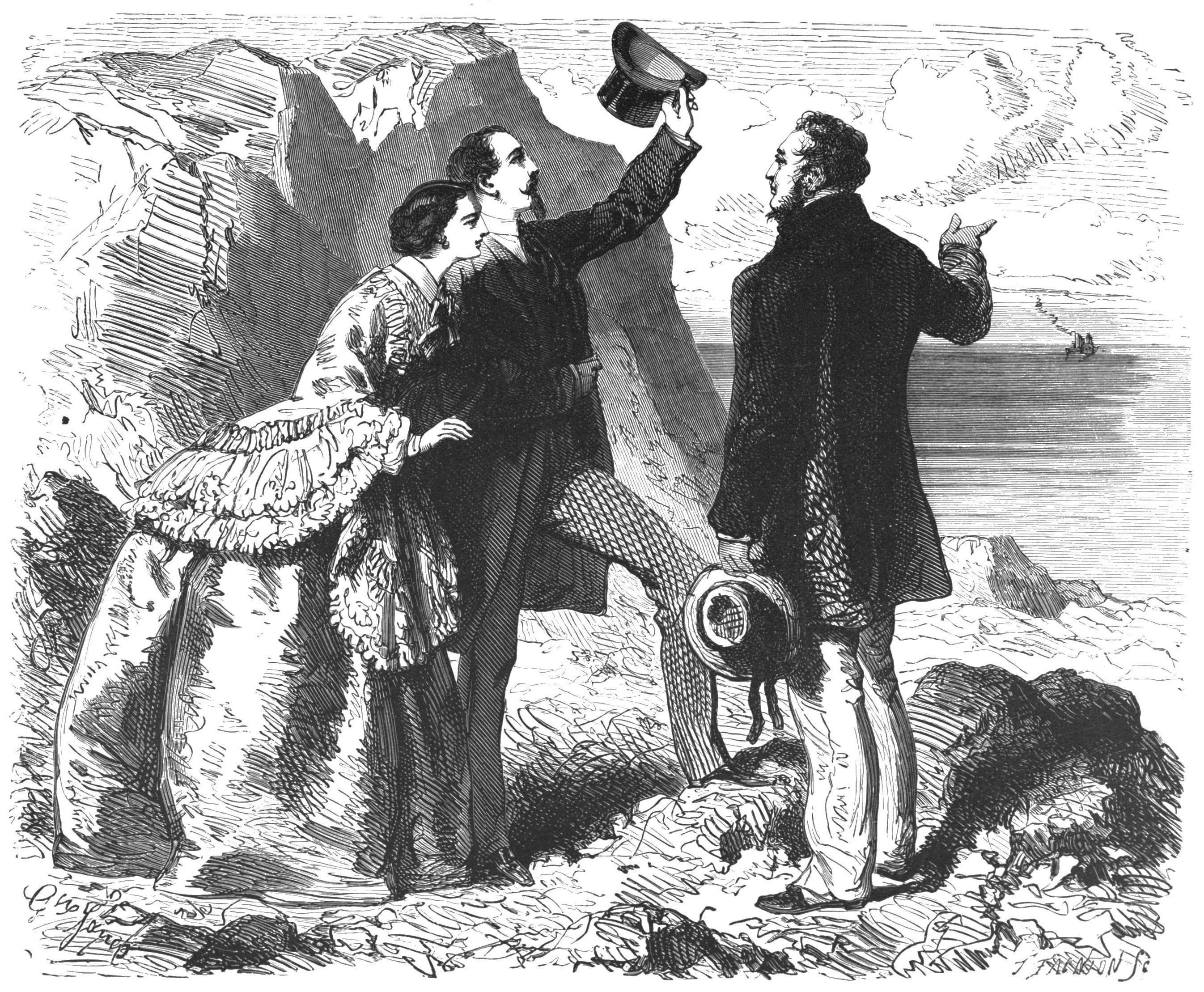
Граф прощається з Валентиною та Максимільєном